# Białystok
Białystok (pronunție în poloneză [bȋaːˈwɨstɔk] ⓘ, în belarusă Беласток, cu alfabet Łacinka: Biełastok, idiș ביאַליסטאָק, lituaniană Balstogė, rusă Белосток, transliterat: Belostok) este cel mai mare oraș din nord-estul Poloniei, reședința voievodatului Podlasia. Aflat în Câmpia Podlasiei de Nord pe malurile râului Biała, Białystok este al doilea oraș din Polonia ca densitate a populației, al unsprezecelea ca populație totală și al treisprezecelea ca suprafață. De-a lungul istoriei, el a atras imigranți din alte locuri din Polonia și de peste hotare, în special din Europa Centrală și Răsăriteană. Aceasta este facilitată de faptul că granița cu Belarusul, aflată în vecinătate, este și frontiera estică a Uniunii Europene, precum și a zonei Schengen. Orașul și comunele adiacente constituie zona metropolitană Białystok. Orașul are o climă continentală, caracterizată de veri calde și ierni geroase și lungi. Pădurile constituie o parte importantă a identității Białystokului, și ocupă circa 1.756 ha (17,2% din suprafața administrativă a orașului), clasându-se pe locul cinci în clasamentul celor mai împădurite orașe din Polonia.
Carta orașului datează din 1692, dar așezarea datează din secolul al XIV-lea. Białystok a fost unul dintre principalele centre academice, culturale, și artistice din Podlasia și cel mai important centru economic al Poloniei de nord-est. În secolul al XIX-lea Białystok a fost un centru al industriei ușoare, motiv pentru care populația orașului a crescut substanțial. După căderea comunismului în 1989 însă, multe dintre acele fabrici s-au confruntat cu probleme grave și au fost închise. Prin infuzia de investiții, inclusiv cu finanțare europeană, orașul continuă însă să funcționeze și să se reformeze ca metropolă modernă. În 2010, Białystok s-a aflat pe lista scurtă de candidați pentru titlul de Capitală Culturală Europeană pe 2016, dar a pierdut în favoarea Wrocławului. De-a lungul secolelor, Białystok a dat mai mulți oameni ce au adus contribuții în domeniile științei, lingvisticii, politicii, religiei, sportului, artelor vizuale și interpretative. Acest mediu a fost creat la jumătatea secolului al XIX-lea prin patronajul lui Jan Klemens Branicki asupra artelor și științelor. Ryszard Kaczorowski a fost ultimul președinte în exil al Poloniei în perioada comunistă; L. L. Zamenhof a creat limba esperanto; Albert Sabin, a colaborat la dezvoltarea vaccinului antipolio.

## Etimologie
Termenul Białystok se traduce prin „povârnișul alb”. Din cauza modificărilor frontierelor de-a lungul timpului, orașul a purtat numele: în belarusă Беласток (Biełastok, pronunțat [bʲeɫaˈstok]), idiș: ביאַליסטאָק (Bialistok, Bjalistok), ucraineană Білосток, transliterat: Bilostok, lituaniană Baltstogė (Balstogė) și rusă Белосток, transliterat: Belostok.
Lingvistul A. P. Nepokupnîi sugerează că numele provine din sudoviană. Denumirile cu sufixul -stok ca al doilea element al unui hidronim sunt localizate în bazinul Narewului superior.

## Istoria

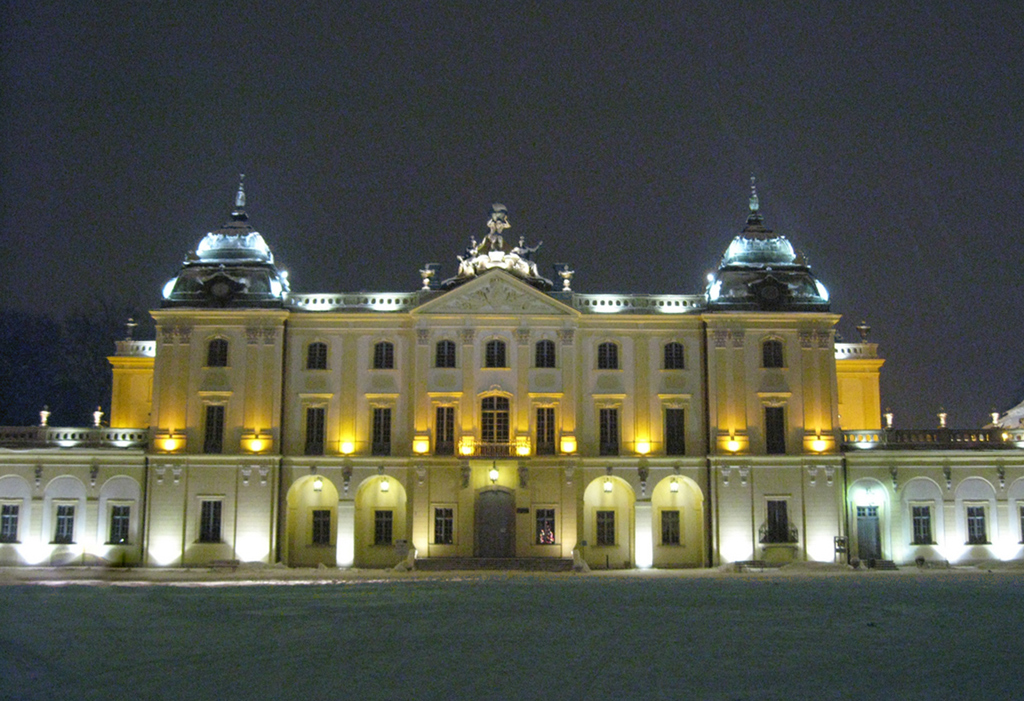
Palatul Branicki noaptea

Descoperirile arheologice arată că primele așezări din regiunea actualului Białystok au apărut în Epoca Pietrei. Mormintele unor vechi locuitori ai zonei pot fi găsite în districtul Dojlidy. La începutul Epocii Fierului, o populație amestecată formată din prusaci, iotvingi și populații ale culturii Wielbark s-au așezat în regiune, de pe urma lor rămânând kurgane, mormintele căpeteniilor, din zina satului Rostołty. De atunci, zona Białystok s-a aflat la răscrucea mai multor culturi. Rutele comerciale ce legau Marea Baltică de Marea Neagră au favorizat dezvoltarea așezărilor caracteristice iotvingo-ruteno-polone.
Orașul Białystok există de cinci secole, vreme în care a fost afectat de diverse forțe politice și economice.
Documentele rămase atestă că în preajma anului 1437 un reprezentant al familiei Raczków, Jakub Tabutowicz, a primit de la Michael Žygimantaitis, fiul lui Sigismund Kęstutaitis, ducele Lituaniei, un teren înțelenit aflat de-a lungul râului Biała, ceea ce a marcat începutul așezării Białystok.
După Unirea de la Lublin în 1569, Białystok a devenit parte a Coroanei Regatului Poloniei, ca parte a statului polono-lituanian
Între anii 1617 și 1626 s-au construit prima biserică de cărămidă și un castel. Castelul cu două etaje, proiectat pe un plan dreptunghiular în stil gotic-renascentist, a fost opera lui Job Bretfus. Construcția lui a fost continuată de Krzysztof Wiesiołowski, staroste de Tykocin, mare mareșal al Lituaniei din 1635, și soțul Aleksandrei Marianna Sobieska. În 1637, el a murit fără să lase urmași, și ca urmare Białystok a fost luat în stăpânire de văduva lui. După moartea acesteia în 1645, moșia Wiesiołowski, incluzând și Białystok, a trecut în stăpânirea statului polono-lituanian pentru a acoperi costurile de întreținere ale castelului Tykocin. În anii 1645–1659 Białystokul a fost gestionat de guvernatorii Tykocinului. În jurul anului 1765, polonezii constituiau 65-70% din locuitorii Białystokului, iar evreii deja 20-25%.
În 1661, moșia a fost dată lui Stefan Czarniecki ca răsplată pentru contribuția sa la victoria împotriva suedezilor în timpul Potopului. După patru ani, acesta a dat-o ca zestre fiicei sale Aleksandra, care s-a măritat cu Jan Klemens Branicki, trecând astfel la familia Branicki. În 1692, Stefan Mikołaj Branicki, fiul lui Jan Klemens Branicki (mareșal al Curții Coroanei), a obținut pentru Białystok drepturi de oraș de la regele Ioan al III-lea Sobieski. El a construit Palatul Branicki pe fundațiile castelului familiei Wiesiołowski. În a doua jumătate a secolului al XVIII-lea, orașul a fost moștenit de hatmanul Jan Klemens Branicki. El este cel care a transformat palatul construit de tatăl lui într-o mare reședință nobiliară.
Sfârșitul secolului al XVIII-lea a adus dezmembrarea Uniunii Polono-Lituaniene, în trei pași, de către statele vecine. Regatul Prusiei a obținut Białystokul și regiunea înconjurătoare în timpul celei de a treia împărțiri. Orașul a devenit capitala provinciei Noua Prusie Orientală în 1795. Prusia a pierdut aceste teritoriu însă în urma victoriei lui Napoleon Bonaparte în Războiul celei de a Patra Coaliții, iar în 1807 tratatele de la Tilsit au transferat regiunea Imperiului Rus care a organizat-o în regiunea Belostok, orașul fiind centru regional; în 1842 provincia Belostok a devenit parte a guberniei Grodno a Imperiului.
La sfârșitul secolului al XIX-lea, majoritatea populației orașului era formată din evrei. Conform recensământului rusesc din 1897, din populația totală de 66.000 de locuitori, 41.900 erau evrei (adică circa 63%). Amintirea lor poate fi văzută pe drumul culturii evreiești din Białystok.
În timpul Primului Război Mondial, districtul Bialystok-Grodno a fost cea mai sudică din cele trei districte ale regiunii Ober Ost, teritoriu rusesc aflat sub ocupație germană. Districtul era format din orașul Białystok, capitala sa, și din regiunea înconjurătoare Podlasia, care corespunde aproximativ teritoriului fostei regiuni Belostok. La sfârșitul Primului Război Mondial, orașul a revenit la Polonia, făcând parte din a doua republică Poloneză, fiind reședința voievodatului Białystok. În perioada interbelică, polonezii reprezentau 50-53% din locuitorii Białystokului, evreii 42-45%, iar alte naționalități aproximativ 5%.

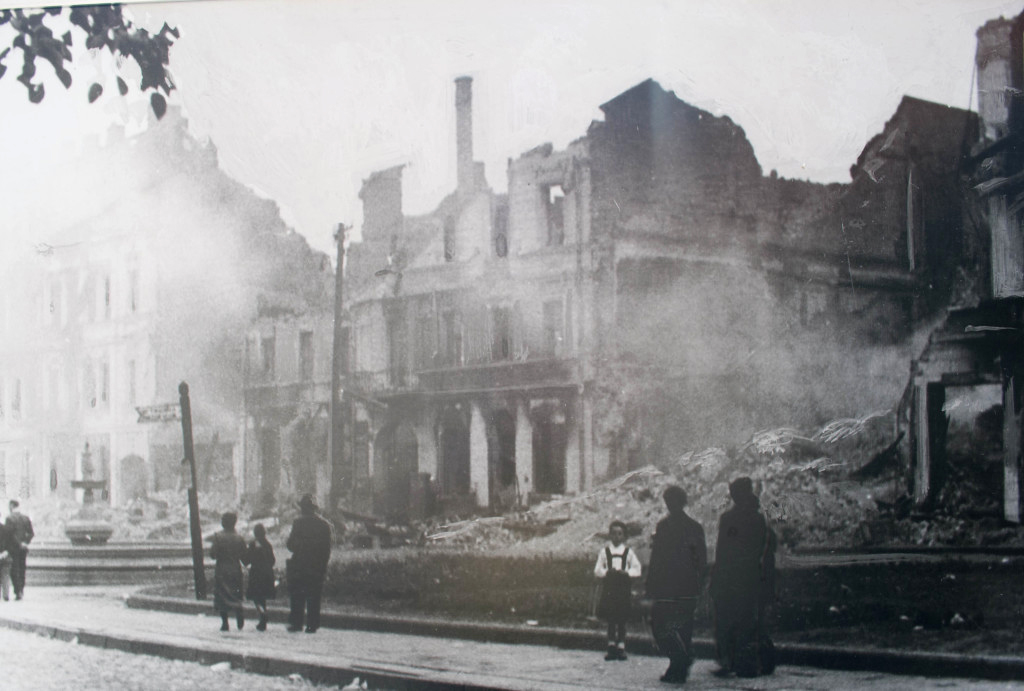
Białystok, 1941

La începutul celui de al Doilea Război Mondial, Polonia a fost invadată de Germania Nazistă și de Uniunea Sovietică, iar orașul a fost la început ocupat de URSS, ca urmare a Pactului Molotov-Ribbentrop. El a fost încorporat în RSS Bielorusă între 1939 și 1941, fiind reședința regiunii Belastok. După atacul nazist asupra Uniunii Sovietice în 1941, zona a fost preluată de germani și orașul a devenit reședința bezirkului Białystok, regiune separată în Polonia sub ocupație germană, până în 1944.
Încă de la început, naziștii au urmărit o politică de jafuri și de îndepărtare a populației negermane. Cei 56.000 de evrei care locuiau în oraș au fost adunați într-un ghetou. La 15 august 1943, a izbucnit revolta din ghetoul Białystok, mai multe sute de evrei polonezi, împreună cu membri ai Organizației Militare Antifasciste (în poloneză Antyfaszystowska Organizacja Bojowa) au început lupta armată împotriva trupelor germane care începuseră lichidarea ghetoului prin deportări la lagărul de exterminare Treblinka.
Orașul a fost recucerit de Armata Roșie și la 20 septembrie 1944, a fost retrocedat Poloniei. După război, Białystok a devenit la început reședința voievodatului Białystok din Republica Populară Polonă. După reorganizarea administrativă din 1975, orașul a devenit capitala noului voievodat cu același nume, dar cu un teritoriu mai mic. După 1999, el a devenit reședința voievodatul Podlasia, al Poloniei.

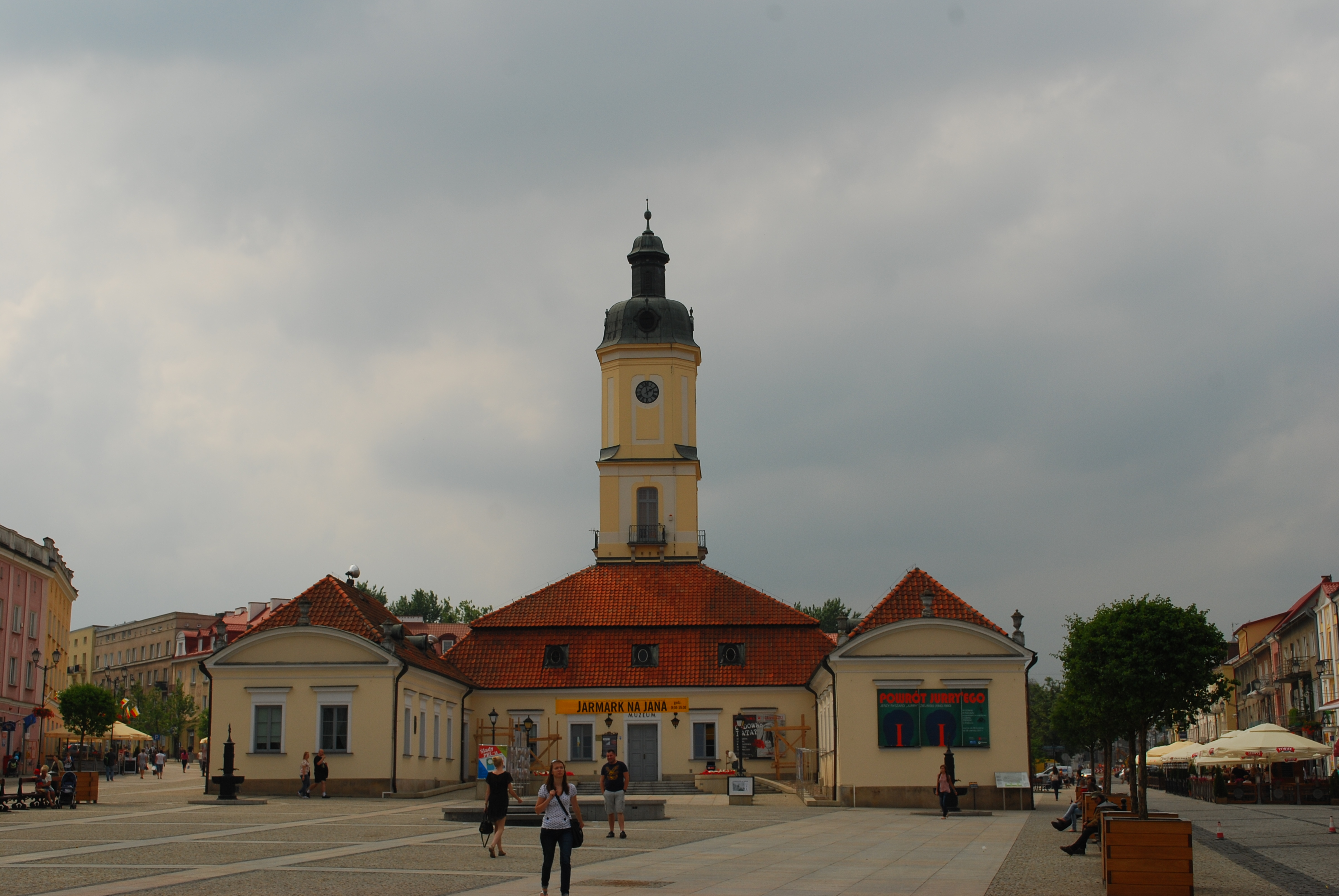
Vechea primărie
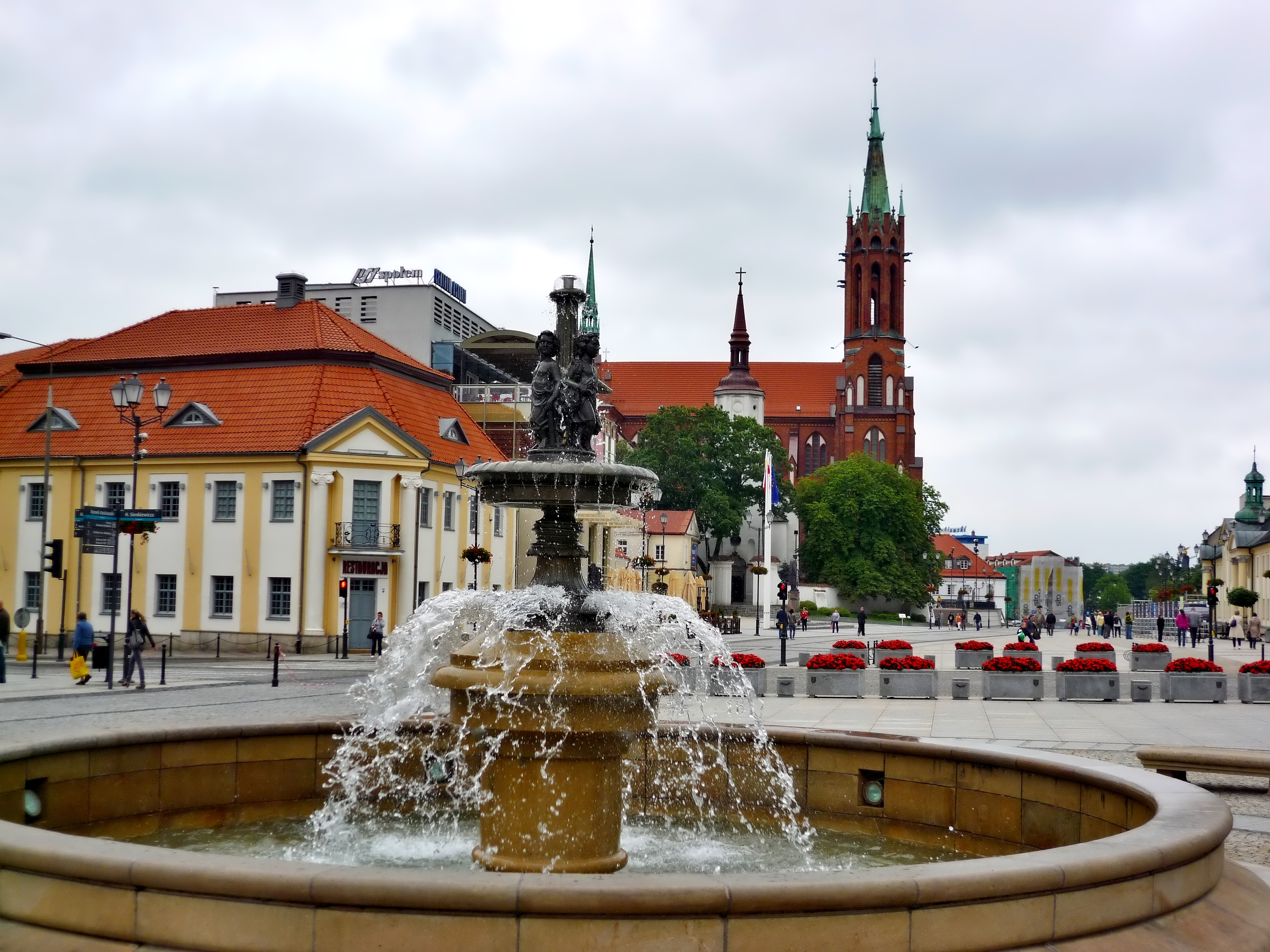
Fântâna din Piața Târgului
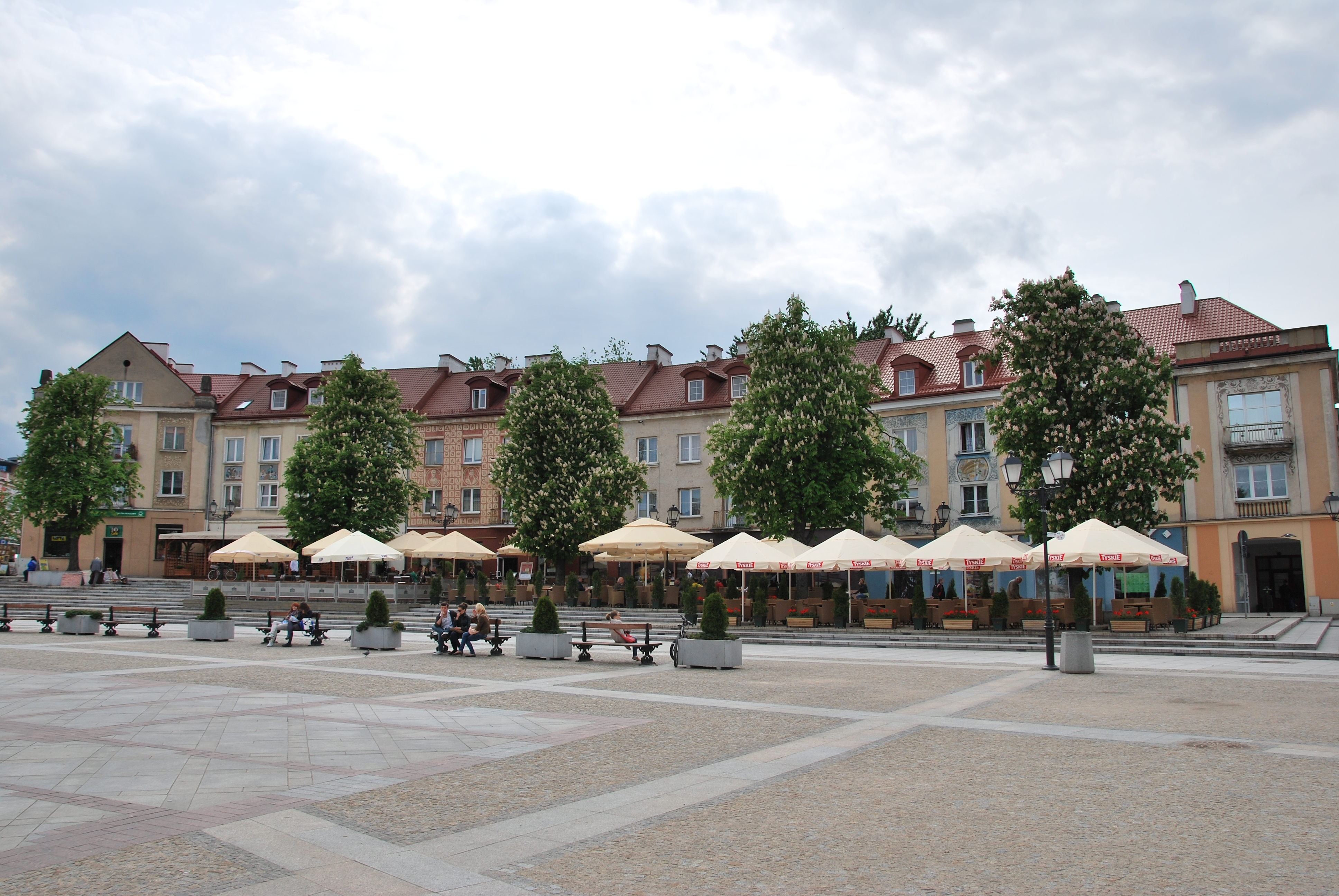
Case vechi în piața Kosciusko din Białystok
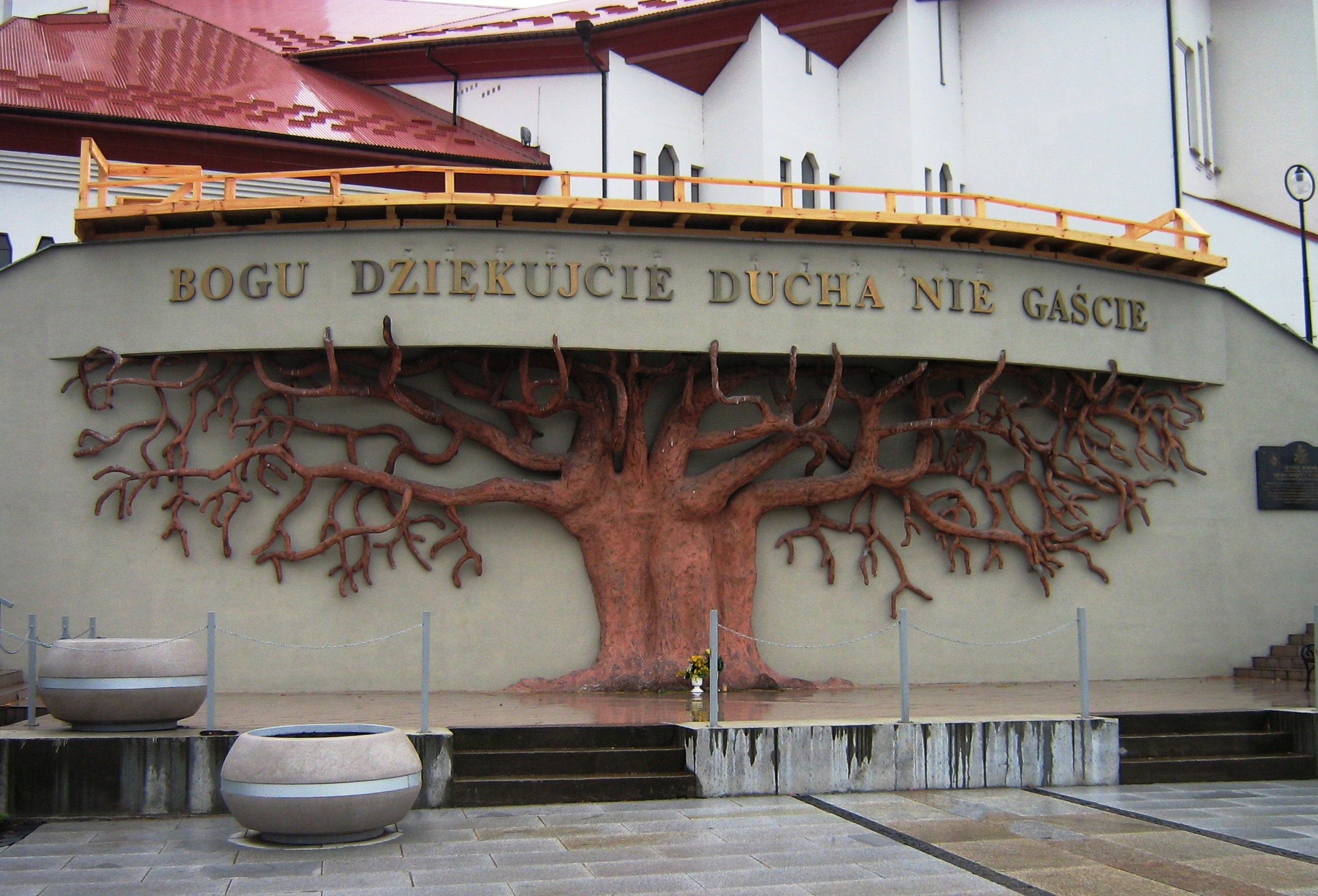
Altarul papal

## Geografie

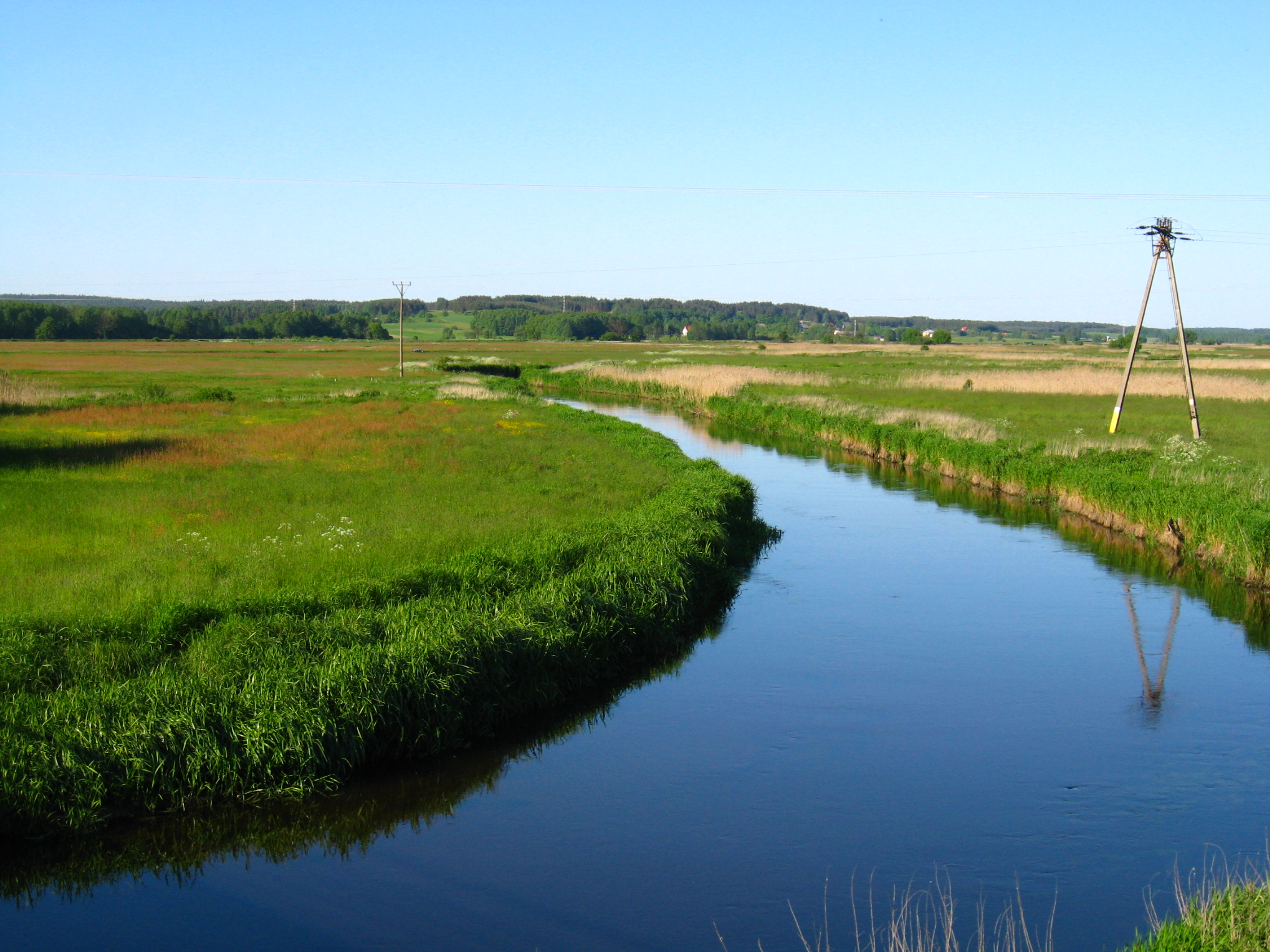
Râul Biała lângă Białystok

Białystok este situat în zona platoului Białystok (în poloneză Wysoczyzna Białostocka) din câmpia Podlasiei (în poloneză Nizina Północnopodlaska), care face parte din ceea ce poartă porecla de „Plămânii Verzi ai Poloniei”. Râul Biała, afluent pe dreapta al Supraślului, trece prin oraș. Peisajul platoului Białystok este divers, prezentând dealuri înalte cu morene și kame de peste 200 m altitudine. Vaste câmpii glaciare, formate prin depunerea de sedimente prin topirea gheții în zona de ablație a unui ghețar, sunt acoperite cu păduri.
Pădurile fac parte importantă din caracterul orașului, ocupând circa 1.756 ha (17,2% din zona sa administrativă), el fiind astfel al cincilea cel mai împădurit oraș al Poloniei, după Katowice (38%), Bydgoszcz (30%), Toruń (22,9%) și Gdańsk (17,6%).
O parte din pădurea Knyszyn este conservată în cadrul orașului prin două rezervații naturale—o arie totală de 105 ha. Rezervația Naturală Pădurea Zwierzyniecki (în poloneză Rezerwat przyrody Las Zwierzyniecki), conținută în oraș, este un fragment de 33,48 ha de pădure riverană dominată de un amestec de stejari și carpeni. Rezervația Naturală Antoniuk (în poloneză Rezerwat Przyrody Antoniuk) este un parc de 70,07 ha din oraș, ce păstrează starea naturală a unui fragment de pădure caracteristică platoului Białystok, dominant fiind amestecul de alun și spruce.

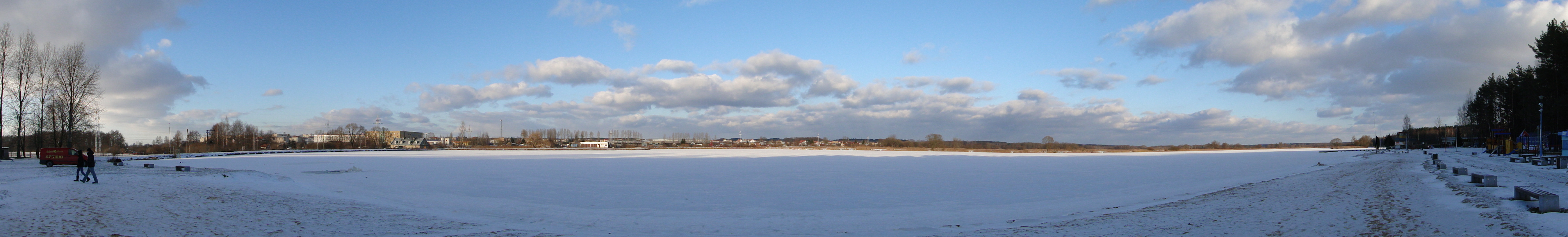
Zona de Recreație Iazurile Dojlidy

Cele 40 ha de pădure aflate în vecinătatea iazurilor Dojlidy sunt administrate de către Centrul pentru Sport și Recreație din Białystok (în poloneză Miejski Ośrodek Sportu i Rekreacji w Białymstoku – MOSiR). Zona de recreație a iazurilor Dojlidy cuprinde o plajă publică, poteci prin pădure, zone de observat păsări și de pescuit.

### Clima
Orașul are o climă continentală cu veri calde, sau hemiboreală (Dfb) conform clasificării climatice Köppen, caracterizată prin temperaturi calde în timpul verii și prin ierni lungi și geroase. Ea este substanțial diferită de restul câmpiilor Poloniei. Regiunea este una dintre cele mai reci din țară, cu media pe luna ianuarie coborând la −6 °C. Temperatura medie anuală este de 7 °C. Numărul zilelor cu temperaturi negative se situează între 50 și 60, cu gheață prezentă între 110 și 138 zile și cu durata stratului de zăpadă între 90 și 110 de zile. Precipitațiile medii anuale oscilează în preajma valorii de 580 mm, iar perioada vegetativă este între 200 și 210 zile.
| Date climatice pentru Białystok | Date climatice pentru Białystok | Date climatice pentru Białystok | Date climatice pentru Białystok | Date climatice pentru Białystok | Date climatice pentru Białystok | Date climatice pentru Białystok | Date climatice pentru Białystok | Date climatice pentru Białystok | Date climatice pentru Białystok | Date climatice pentru Białystok | Date climatice pentru Białystok | Date climatice pentru Białystok | Date climatice pentru Białystok |
| Luna                            | Ian                             | Feb                             | Mar                             | Apr                             | Mai                             | Iun                             | Iul                             | Aug                             | Sep                             | Oct                             | Nov                             | Dec                             | Anual                           |
| ------------------------------- | ------------------------------- | ------------------------------- | ------------------------------- | ------------------------------- | ------------------------------- | ------------------------------- | ------------------------------- | ------------------------------- | ------------------------------- | ------------------------------- | ------------------------------- | ------------------------------- | ------------------------------- |
| Maxima medie °C (°F)            | −1 (30)                         | 0 (32)                          | 4 (39)                          | 11 (52)                         | 17 (63)                         | 20 (68)                         | 21 (70)                         | 21 (70)                         | 16 (61)                         | 10 (50)                         | 3 (37)                          | 1 (34)                          | 10,3 (50,5)                     |
| Minima medie °C (°F)            | −6 (21)                         | −6 (21)                         | −2 (28)                         | 1 (34)                          | 7 (45)                          | 10 (50)                         | 12 (54)                         | 11 (52)                         | 7 (45)                          | 3 (37)                          | 0 (32)                          | −3 (27)                         | 2 (36)                          |
| Minima istorică °C (°F)         | −34 (−29)                       | −25 (−13)                       | −23 (−9)                        | −7 (19)                         | −3 (27)                         | 1 (34)                          | 5 (41)                          | 2 (36)                          | −4 (25)                         | −10 (14)                        | −16 (3)                         | −26 (−15)                       | −34 (−29)                       |
| Precipitații mm (inches)        | 30 (1.18)                       | 20 (0.79)                       | 30 (1.18)                       | 30 (1.18)                       | 50 (1.97)                       | 70 (2.76)                       | 70 (2.76)                       | 70 (2.76)                       | 50 (1.97)                       | 40 (1.57)                       | 40 (1.57)                       | 40 (1.57)                       | 580 (22,83)                     |
| Nr. de zile cu precipitații     | 8                               | 7                               | 8                               | 8                               | 8                               | 10                              | 10                              | 9                               | 9                               | 8                               | 10                              | 10                              | 106                             |
| Nr. mediu de zile ploioase      | 7                               | 7                               | 8                               | 9                               | 7                               | 8                               | 8                               | 7                               | 8                               | 9                               | 9                               | 6                               | 93                              |
| Nr. mediu de zile cu ninsoare   | 9                               | 10                              | 7                               | 3                               | 0                               | 0                               | 0                               | 0                               | 0                               | 0                               | 5                               | 7                               | 41                              |
| Ore însorite                    | 21                              | 54                              | 139                             | 138                             | 207                             | 236                             | 217                             | 205                             | 162                             | 97                              | 27                              | 20                              | 1.523                           |
| Sursa nr. 1: Weatherbase        |                                 |                                 |                                 |                                 |                                 |                                 |                                 |                                 |                                 |                                 |                                 |                                 |                                 |
| Sursa nr. 2: ClimateData.eu     |                                 |                                 |                                 |                                 |                                 |                                 |                                 |                                 |                                 |                                 |                                 |                                 |                                 |

## Districtele și zona metropolitană

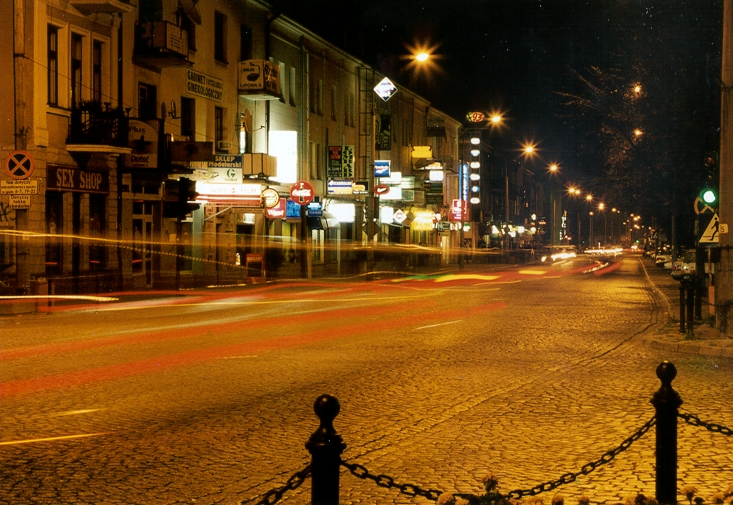
Strada Lipowa din Białystok noaptea

### Districtele Białystokului
Orașul Białystok este împărțit în 28 de unități administrative, denumite în poloneză osiedla. Primele 27 au fost înființate la 25 octombrie 2004. Cea de a douăzeci și opta, Dojlidy Górne, a fost înființată doi ani mai târziu, la 23 octombrie 2006, din trei mici sate ce au fost incorporate atunci orașului: Dojlidy Górne, Kolonia Halickie și Zagórki.
Centrul orașului, Osiedle Centrum, înconjoară strada Lipowa, principala stradă a orașului. Strada Lipowa se întinde de la Rynek Kościuszki (colțul cu strada Spółdzielczej) până la Plac Niepodległości im. Romana Dmowskiego (la colțul străzii Krakowska). De-a lungul secolelor, numele acestei străzi elegante și exclusiviste a variat de la Choroszcz, Nowolipie, Lipowa, Jozef Piłsudski până la Iosif Stalin, Adolf Hitler și apoi din nou Iosif Stalin, pentru a reveni, la sfârșitul celui de al Doilea Război Mondial, la numele său inițial – strada Lipowa.
Orașul acoperă o arie de 10.212 ha dintre care 3.210 ha sunt terenuri arabile, 4.889 ha sunt zone urbane, 85 ha sunt ape de suprafață, iar restul de 65 ha stepe. Compoziția districtelor variază de la districte de tip rezidențial lângă centrul orașului, cu o combinație de blocuri de locuințe și case pe pământ, până la districte industriale și agricole la marginile orașului.

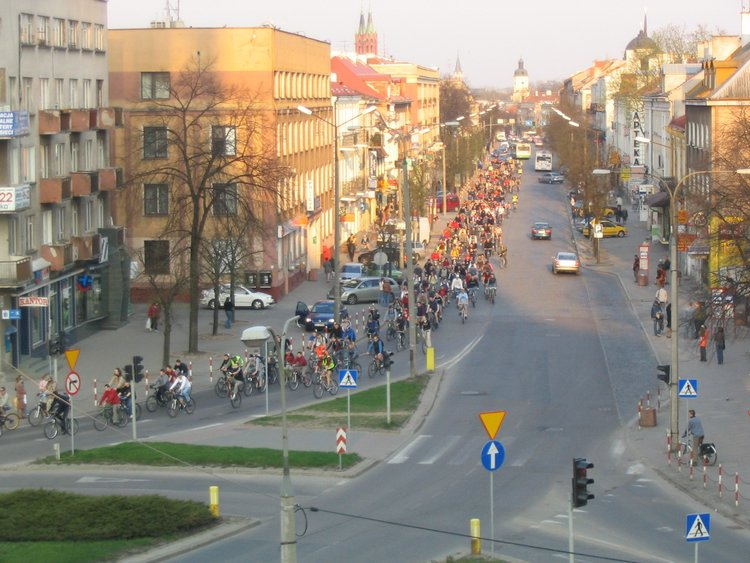
Strada Lipowa din Centrum, Białystok

### Zona Metropolitană Białystok
Zona Metropolitană Białystok a fost organizată de către voievodat prin reglementarea nr. 52/05 din 16 mai 2005  pentru a contribui la dezvoltarea economică a regiunii. În 2006, zona metropolitană avea 450.254 de locuitori. Comunele adiacente Białystokului își pierd treptat caracterul agricol, devenind cartiere suburbane rezidențiale, cu case locuite de câte o singură familie, și cu mici prăvălii.

## Demografie
În iunie 2009, populația orașului era de 294.399 de locuitori, Białystok fiind al doilea oraș al Poloniei ca densitate a populației, al unsprezecelea ca populație totală și al treisprezecelea ca suprafață.
De-a lungul vremurilor, Białystok a fost destinație pentru imigrația internă și externă, mai ales din Europa Centrală și de Est. Polonezii erau o minoritate, majoritatea populației fiind evreiască. 
În jurul anului 1765, Białystok a fost locuit de 65-70% polonezi, 20-25% evrei și 10% alte naționalități. Cu toate acestea, încă din jurul anului 1800, evreii constituiau aproape 40% din populația orașului, în timp ce populația poloneză constituia aproximativ 55%. Conform recensământului rusesc din 1897, din totalul de 66.000 de locuitori, evreii reprezentau 41.900 (circa 63%). Populația evreiască interbelică a Białystokului se ridica tot la 45 de procente dintr-un total de 107.000. Conform recensământului din 1931, 50% din Białystok era locuită de polonezi, 45% de evrei și 5% de alte naționalități (în principal ruși și belaruși). În 1939, înainte de declanșarea celui de-al Doilea Război Mondial, locuiau în oraș 53% dintre polonezi, 42% dintre evrei și 5% dintre celelalte naționalități. Venirea celui de al Doilea Război Mondial a schimbat toate acestea, populația scăzând de la 107.000, la doar 56.947 (din care aproximativ 1.085 de evrei) în 1946 și până azi diversitatea etnică a rămas mult redusă față de anteriorii 300 de ani de istorie a orașului. Astăzi, populația este în proporție de 97% poloneză, 2,5% belarusă și 0,5% mai multe alte naționalități, între care se numără ruși, tătari lipcani, ucraineni și romi. În mare parte, creșterea demografică modernă este bazată pe migrația internă în cadrul Poloniei și pe urbanizarea și înglobarea zonelor învecinate.Orașul are în prezent peste 297.000 de locuitori .

## Administrația
Białystok, ca și alte mari orașe ale Poloniei, este un municipiu, adică un oraș cu atribuții de powiat (în poloneză Miasto na prawach powiatu). Puterea legislativă la nivel municipal este învestită în consiliul municipal (în poloneză Rada Miasta), cu 28 de membri. Membrii consiliului sunt aleși direct la fiecare patru ani, iar unul dintre ei este președintele orașului. Ca și majoritatea organismelor legislative, Consiliul Municipal se împarte în comisii, care supraveghează diferite funcțiuni ale administrației locale. Actele adoptate cu majoritate simplă se transmit președintelui orașului, care le poate promulga. Dacă președintele refuză promulgarea, Consiliul are la dispoziție 30 de zile în care să adopte legea în ciuda vetoului, cu o majoritate de două treimi. Actualul președinte al Białystokului, ales pentru primul mandat în 2006, este Tadeusz Truskolaski, ales la început din partea partidului Platforma Civică, dar el nu are legătură oficială cu partidul. În primul tur de scrutin, a obținut 49% din voturi (42.889 în total). În al doilea tur, el l-a învins pe contracandidatul său, Marek Kozlowski, de la partidul Lege și Dreptate (în poloneză Prawo i Sprawiedliwość), cu 67% din voturi (53.018).
Pentru anul fiscal, primăria a primit venituri totale (taxe/impozite + investiții) de 1.409.565.525 zloți și a cheltuit 1.676.459.102 zloți rămânând cu un deficit bugetar de 266.893.577 zloți. Deficitul a fost acoperit printr-un împrumut pe termen scurt de 166.893.577 zloți și prin emiterea unor obligațiuni municipale în valoare de 100 de milioane de zloți.

### Alte niveluri de reprezentare
Orașul este reședința voievodatului Podlasia și este reprezentat de câțiva parlamentari în ambele camere ale Parlamentului (Sejm și Senat) din circumscripția Białystok. Białystok este reprezentat în Parlamentul European de europarlamentarii aleși în circumscripția europarlamentară Podlasia și Varmia-Mazuria.

### Relații internaționale
În Białystok există două misiuni diplomatice: Belarus are un consulat general, iar România are un consulat onorific. Orașul Białystok este membru al mai multor organizații, cum ar fi Uniunea Metropolelor din Polonia (în poloneză Unia Metropolii Polskich), Euroregion Niemen, Fundația Plămânii Verzi ai Poloniei (care își are sediul central aici)  și Eurocities.

## Unități militare
Regimentul 18 Recunoaștere (în poloneză 18 Pułk Rozpoznawczy) al Forțelor Terestre Poloneze își are sediul la Białystok. Tradiția unității provine de la Batalionul 18 Apărare Teritorială (în poloneză 18 Białostocka Brygada Obrony Terytorialnej) și, anterior acesteia, de la fosta Brigadă 18 Mecanizată.

### Foste unități militare
În decembrie 1993, prin ordinul Șefului Marelui Stat Major al Forțelor Armate Poloneze, s-a înființat Brigada 18 Mecanizată (în poloneză 18 Brygada Zmechanizowana) la garnizoana din Białystok. Unitatea a fost formată din Regimentul 3 Mecanizat (om poloneză 3 Pułk Zmechanizowany) și a fost subordonată comandantului Diviziei 1 Mecanizată din Varșovia (în poloneză 1 Warszawskiej Dywizji Zmechanizowanej im. Tadeusza Kościuszki). La 31 decembrie 2001, ca urmare a restructurării Forțelor Armate, Brigada 18 Mecanizată a fost desființată, în locul ei apărând Batalionul 18 Apărare Terestră.
Brigada de Cavalerie Podlasia (în poloneză Podlaska Brygada Kawalerii) a fost o unitate a Armatei Poloniei înființată la 1 aprilie 1937. Cartierul său general se afla la Białystok și ea funcționa ca parte a Grupului Operațional Independent Narew. S-a format din Brigada de Cavalerie „Białystok”, care a existat între februarie 1929 și 30 martie 1937. După invazia sovietică din 1939, care a declanșat al Doilea Război Mondial, resturi din Brigadă au luptat atât împotriva Wehrmachtului, cât și împotriva Armatei Roșii, capitulând la 6 octombrie 1939.
Brigada de Cavalerie „Bialystok” (BK „Bialystok”) Armatei celei de a Doua Republici Poloneze s-a înființat în februarie 1929. La 1 aprilie 1937, BK „Bialystok” a primit numele de Brigada de Cavalerie Podlasia.

## Economia

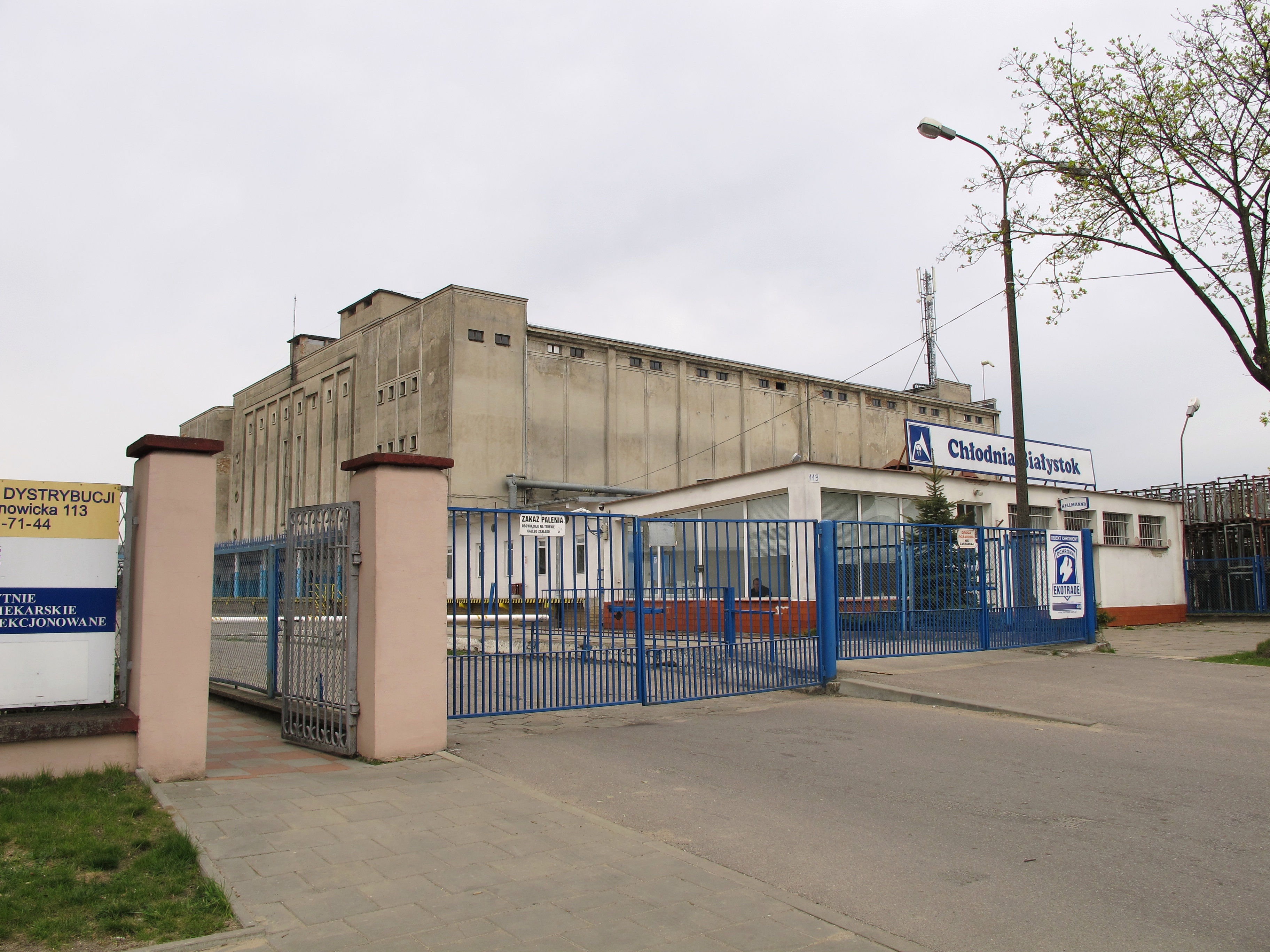
Chłodnia Białystok – producător de alimente congelate

În secolul al XIX-lea, Białystok era un important centru al industriei ușoare, motiv pentru care populația sa a crescut substanțial. Tradiția a continuat cu multe întreprinderi de îmbrăcăminte înființate și în secolul al XX-lea, cum ar fi Fasty în districtul Bacieczki. După căderea comunismului în 1989 însă, multe din aceste fabrici s-au confruntat cu grave probleme și au fost închise.
Rata șomajului era în februarie 2011 la Białystok de 13,2%, adică aproximativ rata medie a șomajului în toată țara.
În 2009, venitul mediu era de circa 1018,77 zloți anual pe cap de locuitor. iar cheltuielile lunare pe cap de locuitor se cifrează la 823,56 zloți.
Orașul se află în apropierea mai multor puncte de trecere a frontierei. Granița cu Belarus se află la doar 50 km distanță, cele mai apropiate puncte de trecere fiind cele de la Bobrowniki (rutier, aflat la 50 km de oraș), Kuźnica Białostocka (rutier și feroviar, la 60 km de oraș), Siemianowka (feroviar și pentru traficul de mărfuri), Połowce (rutier) și Czeremcha (feroviar). Întrucât frontiera cu Belarus este și frontieră estică a Uniunii Europene și a spațiului Schengen, Białystok este un centru pentru comerțul venit dinspre est.

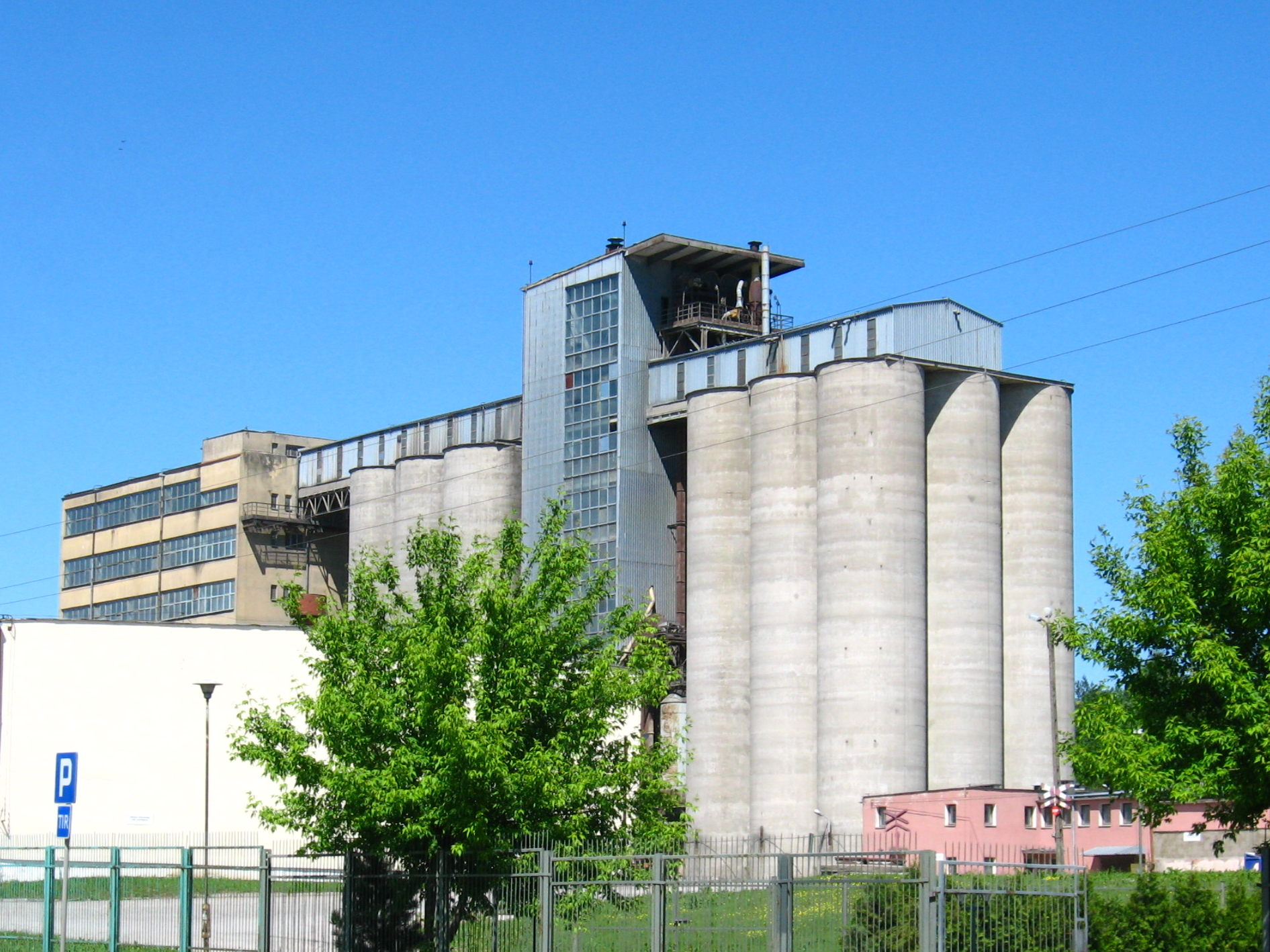
Silozurile companiei Podlaskie Zakłady Zbożowe (Uzinele Industriale de Cereale din Podlasia)

### Industria
Principalele industrii ce contribuie la economia orașului sunt: cea alimentară (produse din carne, fructe și legume, băuturi alcoolice, alimente congelate, procesarea cerealelor) și ingineria electrică (utilaje de producție, echipamente pentru mașini unelte, producția de aparate electrice de încălzire, electrocasnice). Există și o industrie constructoare de mașini, prelucrarea plasticului, textilă (materiale, tapiserie, lenjerie intimă, îmbrăcăminte, încălțăminte și rucsacuri), prelucrarea lemnului (cherestea și mobilă), materiale de construcții.
Printre principalii angajatori cu sediul în Białystok se numără:
- Dojlidy Brewery din districtul Dojlidy produce a doua bere poloneză ca popularitate, Żubr.[73]

- Polmos Białystok, cel mai mare producător de vodcă din țară, se află în districtul Starosielce.[74] Compania produce mărcile Absolwent și Żubrówka (vodcă cu fir de iarba-zimbrului) – ambele fiind mărci de export recunoscute.[74]

- Standard Motor Products Poland Ltd. cu sediul în Białystok produce bobine de aprindere.[75]
- "Supon" Białystok este principalul producător polonez de echipamente pentru stingerea incendiilor.[76]
- SavaPol, Sp.z o.o., fabricant de echipamente fixe și mobile pentru amestecarea cimentului.[77]
- Biazet S.A. este un mare producător de electrocasnice, inclusiv aspiratoare, filtre de cafea, și corpuri de iluminat cu leduri.[78]

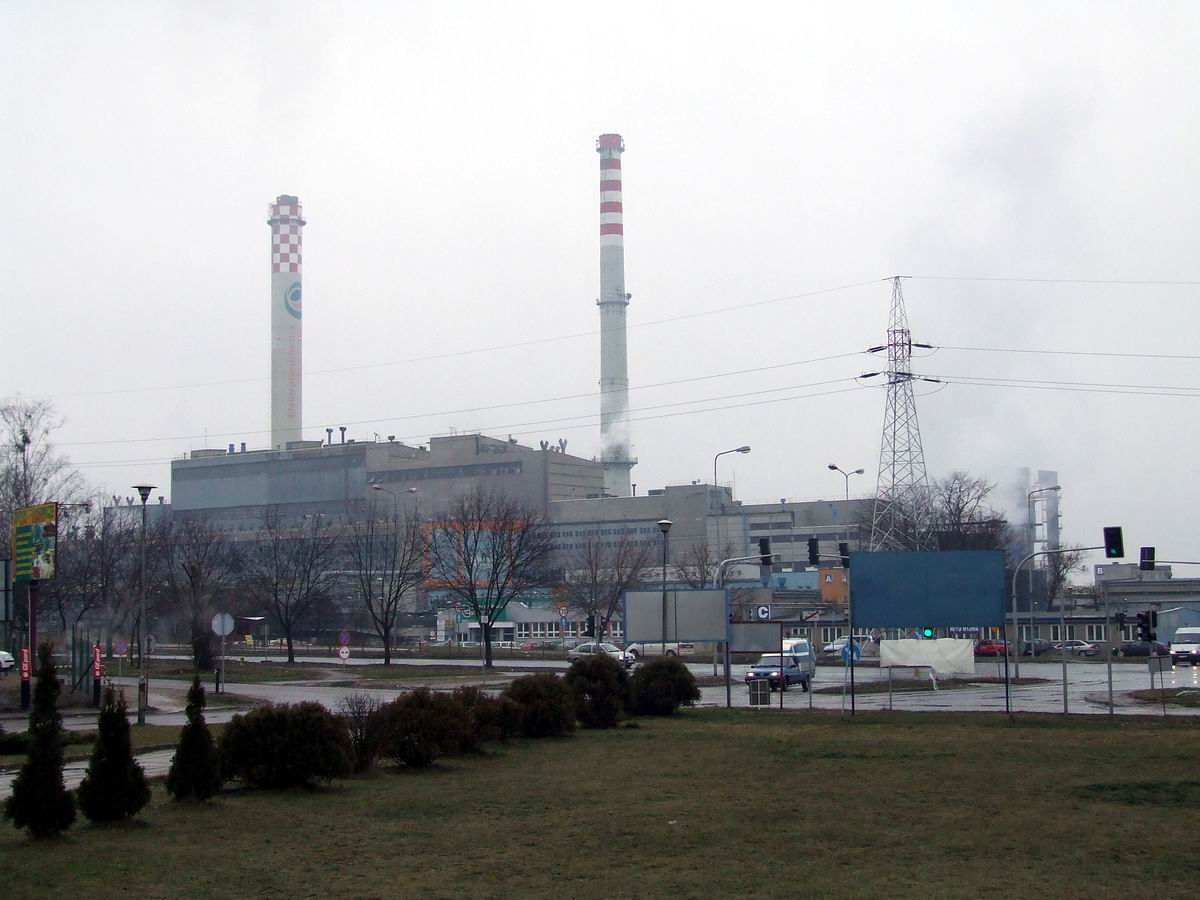
Termocentrala Białystok (Elektrociepłownia Białystok S.A.)

- Agnella, producător de covoare și produse similare, aflat în districtul Białostoczek.[79]
- Rosti (Polska) Sp. z o.o., produce mase plastice turnate prin injectare.[80]
- Biaglass Huta Szkla Białystok Sp. z o.o., companie înființată în 1929, produce abajururi de sticlă suflată și produse similare. Biaglass aparține grupului Glass Works in Europe, unde sticla pentru iluminat este 100% suflată.[81]
- Chłodnia Białystok S.A, înființată în 1952, produce legume și fructe congelate, precum și alimente semipreparate.[82]
- Podlaskie Zakłady Zbożowe S.A., înființată la 1 iulie 2000, în urma privatizării Industriei Regionale de Porumb și Morărit „PZZ” din Białystok. Este una dintre principalele firme din regiunea Podlasia în domeniul conservării și prelucrării cerealelor cu elevatoare la Białystok, Grajewo și Suwalki.[83]

## Cultura

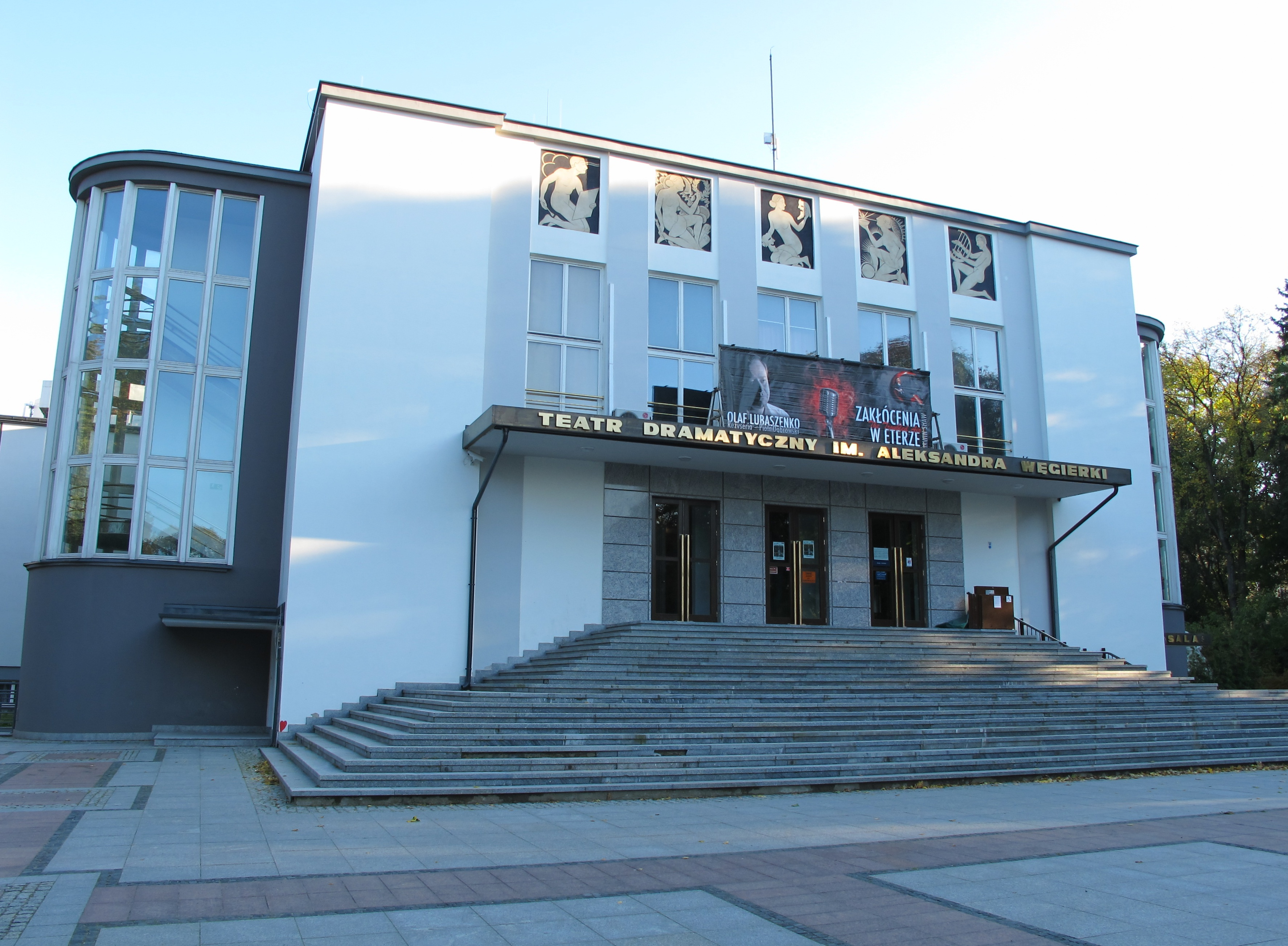
Teatrul dramatic Wegierko

Białystok este unul dintre cele mai mari centre culturale ale voievodatului Podlasia. Între atracții se numără trupele de teatru, muzeele de artă, muzeele de istorie, aspecte arhitectonice și culturale și o gamă largă de parcuri și zone verzi. În 2010, Białystok a fost pe lista scurtă de candidați, dar în cele din urmă a pierdut în fața Wrocławului competiția pentru titlul de Capitală Culturală Europeană în 2016.

### Teatru
Principalele teatre din oraș sunt:
Teatrul Białystok Puppet Theater (poloneză Bialostocki Teatr Lalek), înființat în 1953, este unul dintre cele mai vechi teatre de păpuși din Polonia. Seduyk se află pe strada Kalinowskiego nr. 1 din Białystok. Repertoriul cuprinde interpretări pentru copii, dar și adaptări ale operelor din literatura mondială pentru adulți. Datorită înaltului nivel artistic al producțiilor, teatrul este recunoscut ca fiind unul dintre cele mai bune teatre de păpuși din țară.
Teatrul Dramatic Aleksandra Węgierki, cu sediul într-o clădire proiectată de Jarosław Girina, a fost construit în anii 1933–1938.

### Muzee
Printre muzeele din Białystok se numără:
Muzeul de Istorie din Białystok (în poloneză Muzeum Historyczne w Białymstoku) este o ramură a Muzeului Podlasiei. Aici se găsesc numeroase materiale de arhivă și iconografie ce ilustrează istoria Białystokului și Podlasiei, precum și un cabinet de numismatică cu o colecție de 16.000 de monede și medalii. Muzeul deține singura colecție din țară legată de stabilirea tătarilor în regiunea polono-belaruso-lituaniană.
Muzeul Militar din Białystok (în poloneză Muzeum Wojska w Białymstoku) a fost înființat în septembrie 1968 ca ramură a Muzeului Podlasiei, pentru a găzdui colecțiile și activitatea de cercetare a numeroaselor persoane legate de istoria militară a Poloniei de nord-est.

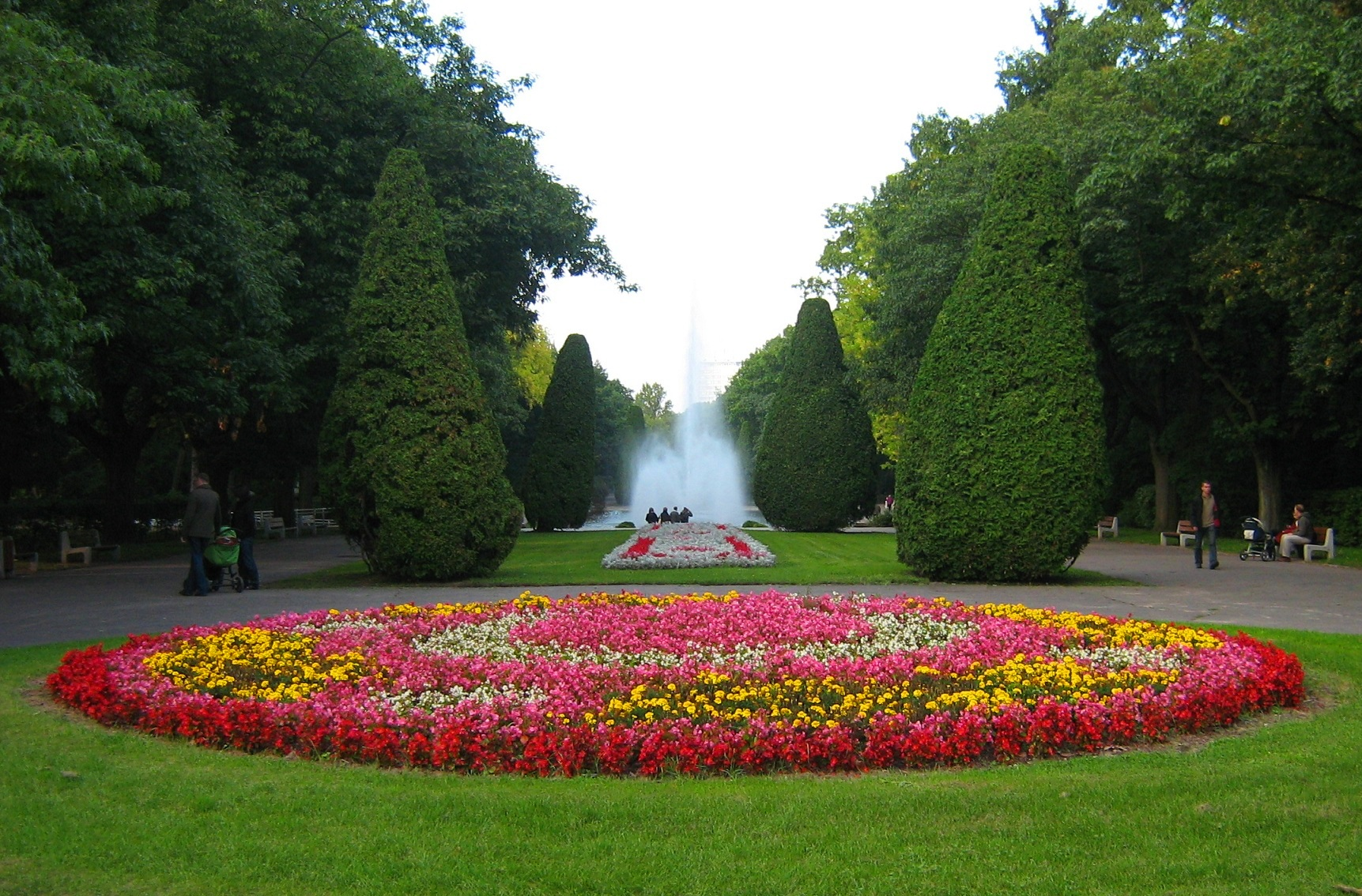
Parcul Planty

### Parcuri și spații verzi
Circa 32% din suprafața orașului este ocupată de parcuri, piețe publice și păduri, ceea ce produce un mediu unic și sănătos. Principalele spații verzi sunt:
Palatul Branicki (în poloneză Pałac Branickich) este un edificiu istoric, înconjurat de un parc de 9,7 ha. El a fost amenajat pe locul unei clădiri mai vechi în prima jumătate a secolului al XVIII-lea de către Jan Klemens Branicki, un bogat hatman polono-lituanian, ca reședință demnă de un om a cărui ambiție era aceea de a fi ales rege al Poloniei. Complexul palatului, împreună cu grădinile, pavilioanele, sculpturile și clădirile-anexă, și orașul cu bisericile, primăria veche și mănăstirea, au fost construite în aceeași perioadă, după model francez, ceea ce a adus orașului denumirea de Versailles-ul Podlasiei (în poloneză wersalem podlaskim).
Planty este un parc de 14,94 ha construit între 1930 și 1938, în zonele adiacente Palatului Branicki. Compoziția modernistă a parcului a fost proiectată de Stanislav Gralla.

### Arhitectură
Diferitele schimbări istorice au avut o influență semnificativă asupra spațiului cultural al orașului, Majoritatea celorlalte orașe poloneze au suferit și ele de pe urma lor, dar, dar în Białystok, acest proces a avut o intensitate deosebit de mare. Numeroase vechi opere de arhitectură nu mai există, în vreme ce multe altele au fost reconstruite în configurația inițială. Foarte puține clădiri istorice din oraș s-au mai păstrat și sunt doar o umbră a vechii forme istorice a Białystokului.

## Sport

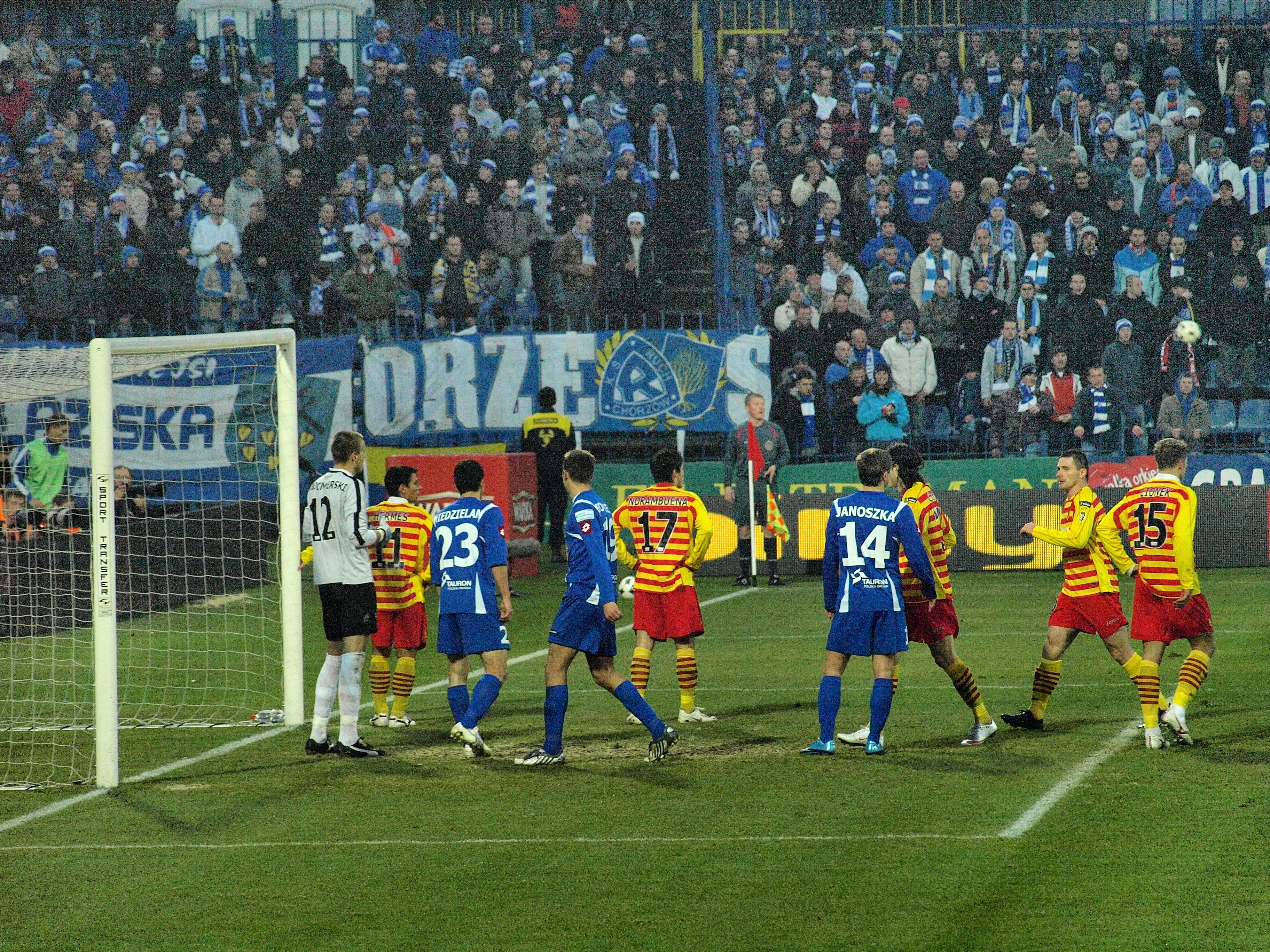
Jagiellonia Białystok, în galben și roșu, jucând cu Ruch Chorzów (9 noiembrie 2009)

Orașul are cluburi atât de profesioniști cât și de amatori, precum și arene unde acestea își desfășoară activitatea. Jagiellonia Białystok este un club de fotbal care joaca în Liga Ekstraklasa organizându-și meciurile pe Stadionul Municipal din Białystok. Jagiellonia Białystok a câștigat Cupa Poloniei în 2010, apoi și Supercupa Poloniei, și s-a calificat astfel în al treilea tur preliminar al UEFA Europa League, unde a fost eliminată de Aris Salonic. Un nou stadion de 22.500 de locuri este construit până la sfârșitul lui 2012.
Hetman Białystok (în trecut, denumit și Gwardia Białystok) este un club de fotbal de ligă inferioară, care joacă în Liga a IV-a pe același stadion.
Echipa de fotbal american Lowlanders Białystok joacă în Liga Poloneză de Fotbal American (în poloneză Polska Liga Futbolu Amerykańskiego), în Conferința PLFA I, după ce au câștigat Conferința PLFA II în 2010 cu 8 victorii în 8 partide, promovând astfel în eșalonul superior.

## Media

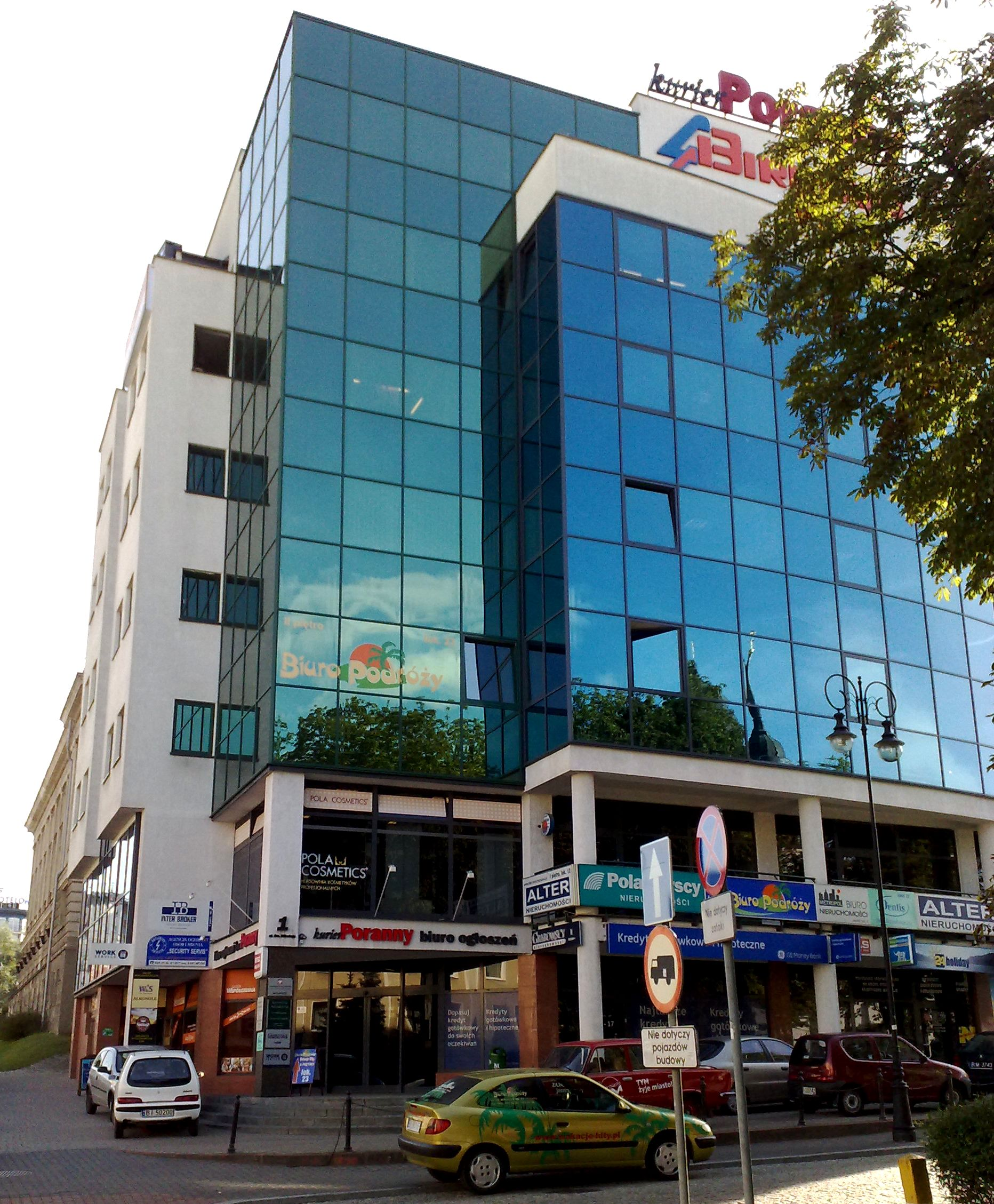
Sediul redacției cotidianului local Kurier Poranny

Białystok are o gamă largă de publicații media ce deservesc orașul și regiunea înconjurătoare. Două cotidiene locale se publică în oraș, Gazeta Współczesna (cu cota de piață de 36,3%)  și Kurier Poranny (20,3% cotă de piață). Pe lângă acestea, două ziare naționale au birou local la Białystok. În domeniul televiziunii, în oraș se recepționează datorită releului RTCN Białystok (Krynice), a șaptea astfel de structură din Polonia, mai multe posturi de televiziune locale și naționale. În oraș operează și companii de televiziune prin cablu. Funcționează și două posturi locale studențești: Radiosupeł de la Universitatea de Medicină Białystok și Radio Akadera de la Universitatea Tehnică Białystok.

## Religia
La începutul anilor 1900, Białystok avea reputația de a fi orașul cu cea mai mare concentrație de evrei din lume. În 1931, în oraș trăiau 40.000 de evrei.
Orașul este sediul Arhidiecezei Romano-Catolice de Białystok. Papa Ioan Paul al II-lea, aflat într-o vizită la Białystok, a anunțat la 5 iunie 1991 înființarea acestei arhidieceze, punând capăt perioadei de provizorat de după al Doilea Război Mondial, în care administrația ecleziastică a regiunii se afla sub autoritatea formală a Arhidiecezei de Vilnius. Tot aici se află și reședința Arhiepiscopiei Białystokului și Gdańskului din cadrul Bisericii Ortodoxe Poloneze autocefale. Białystok are cea mai mare concentrație de ortodocși din Polonia. La Białystok, există și câteva biserici protestante: una luterană, două penticostale, una baptistă, o congregație a Bisericii lui Dumnezeu în Hristos și o biserică adventistă de ziua a șaptea.

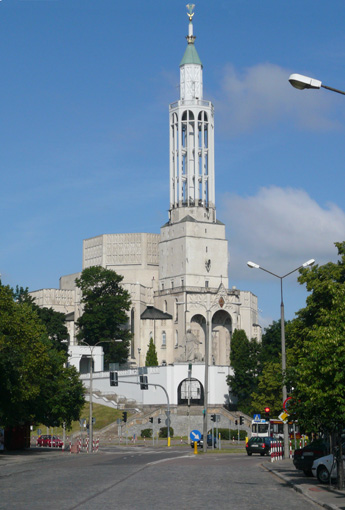
Biserica Sf. Roch din Białystok
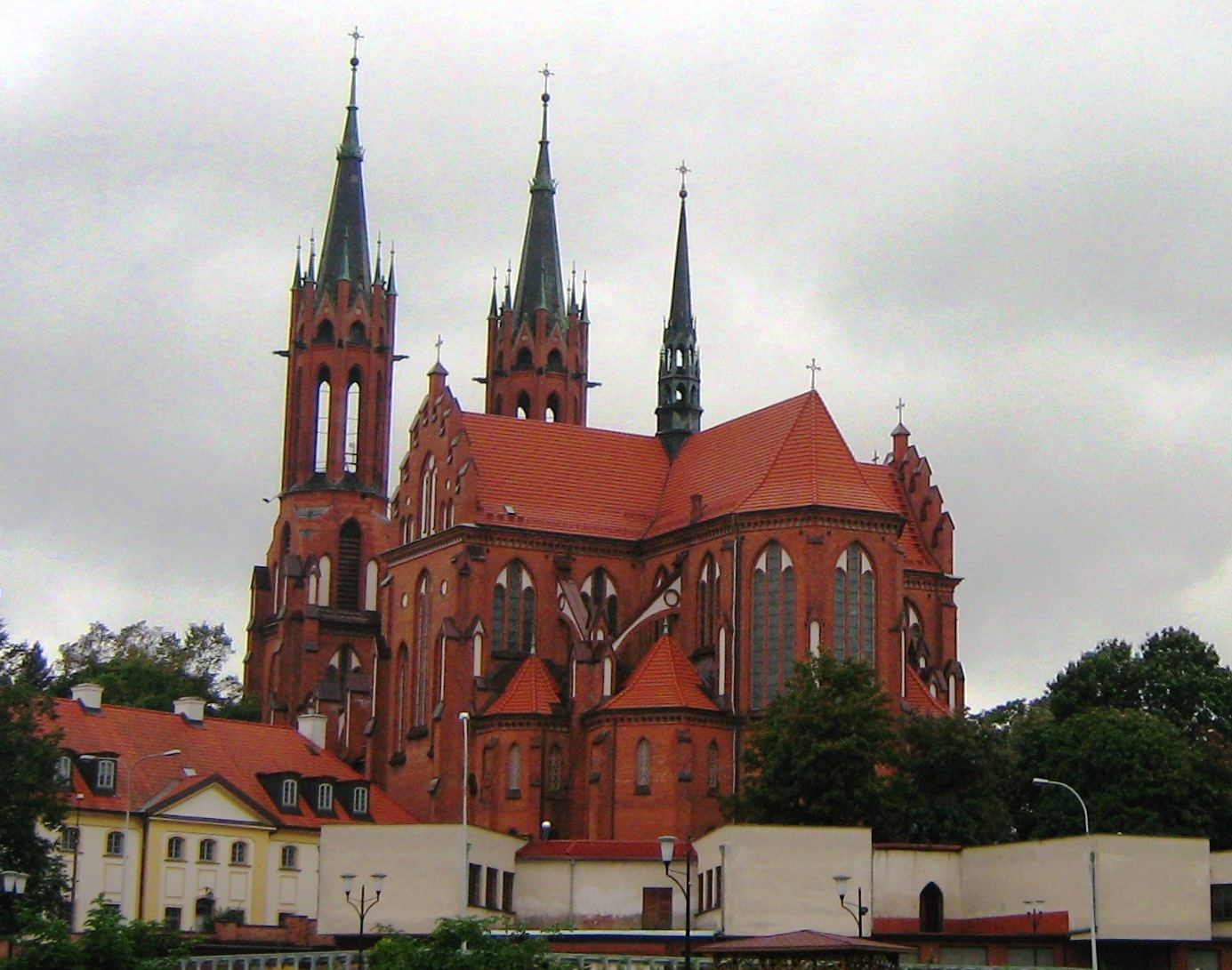
Catedrala
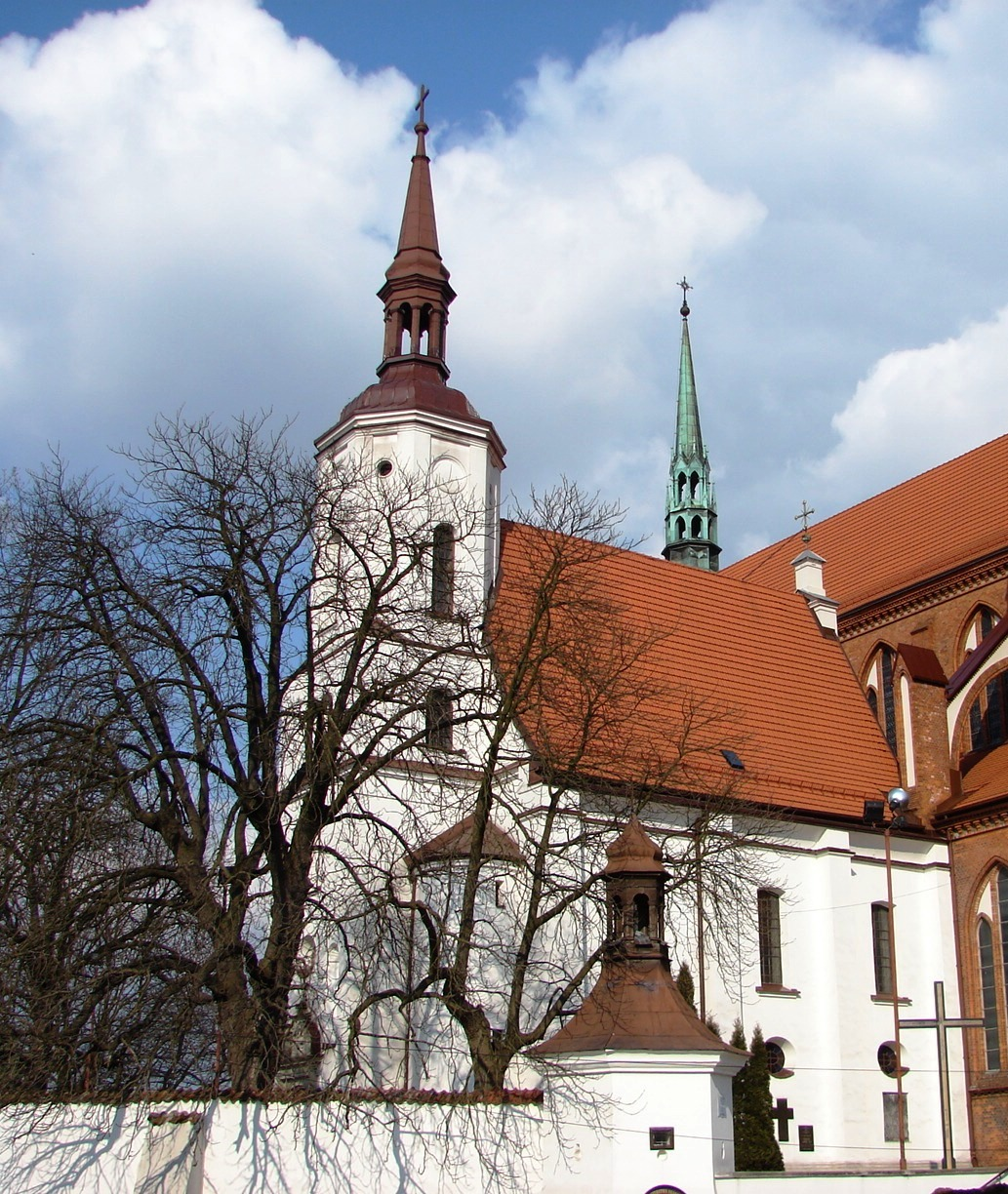
Biserică veche
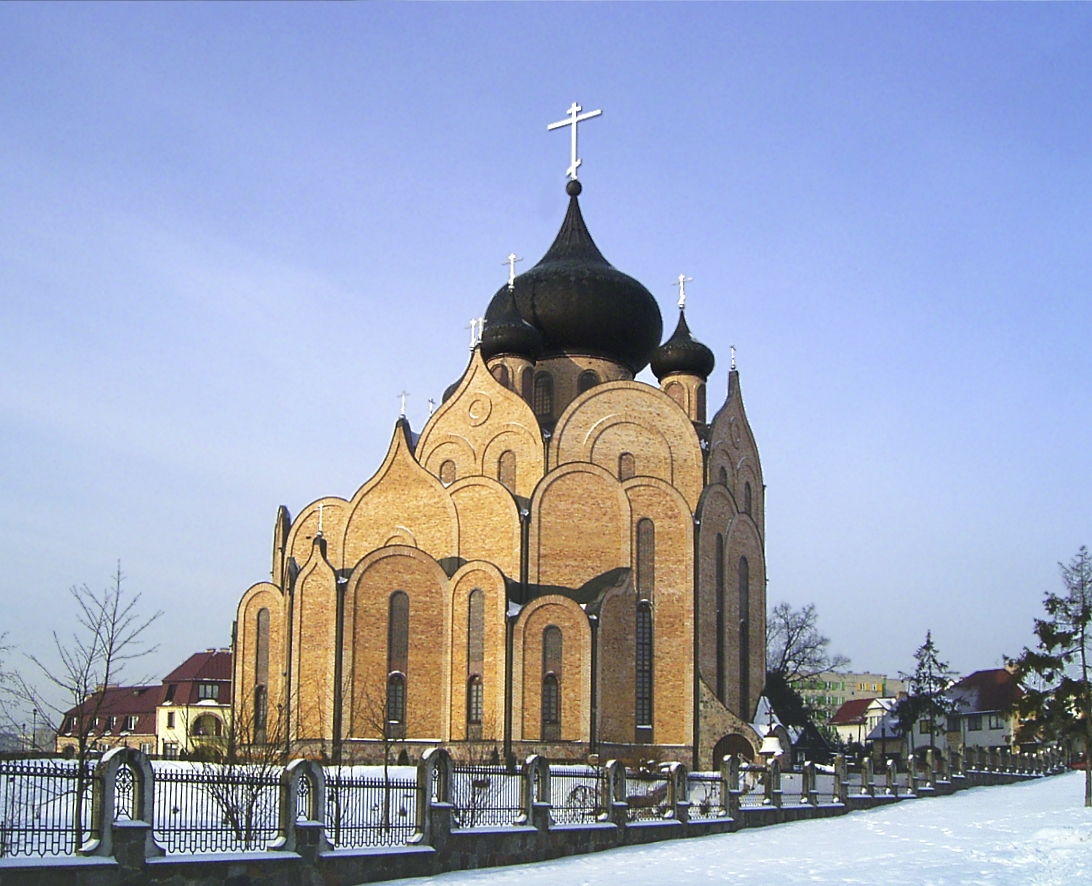
Biserica ortodoxă

## Transporturi

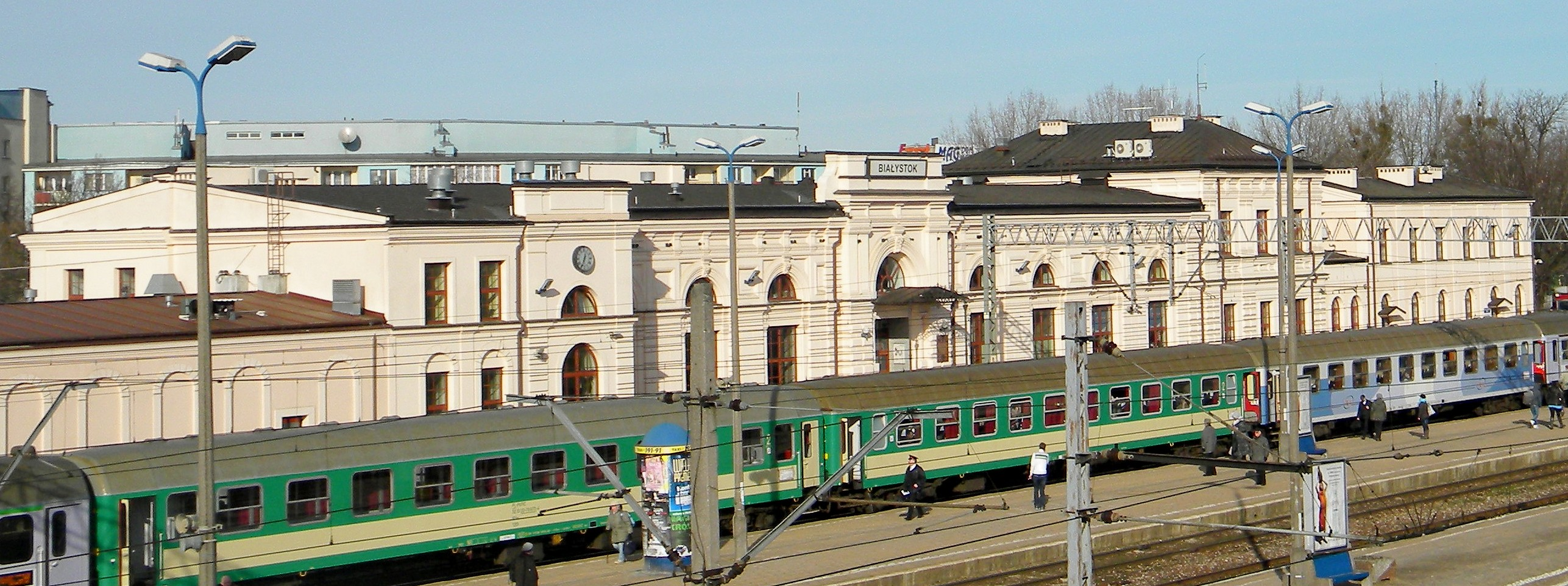
Gara Białystok

De mai multe secole, orașul este principalul nod de transport din voievodatul Podlasia și din întreaga zonă nord-estică a Poloniei. Este un nod important pe șoselele (Via Baltica) și căile ferate (Rail Baltica) europene ce duc către Țările Baltice și Finlanda. Este și principala poartă de acces în țară pentru comerțul cu Belarusul, datorită proximității frontierei și a vechii relații pe care o are cu orașul belarus Hrodna.

### Căi ferate
Trenuri de călători trec prin gara Białystok, care leagă Suwałki, Hrodna și Lituania de Varșovia și de restul rețelei feroviare europene de călători. Serviciile feroviare sunt furnizate de două companii, PKP Intercity care activează pe trasee de lung parcurs (express, intercity, eurocity, hotel și TLK) și Przewozy Regionalne care operează doar trenuri regionale, fiind o companie finanțată de administrația voievodatului. Trenurile de călători sunt predominant trenuri cu vagoane și locomotive electrice (pe liniile electrificate), sau automotoare.

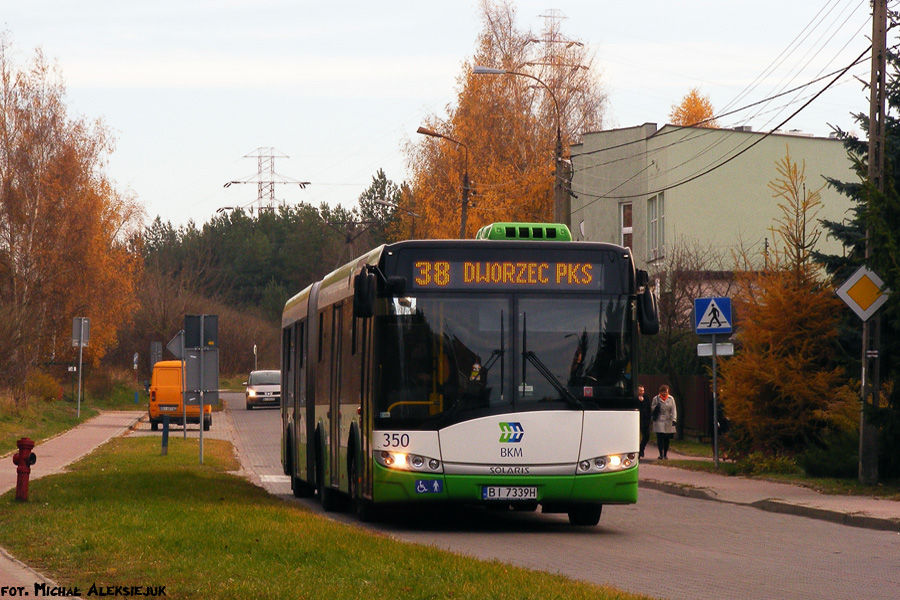
Autobuz Solaris Urbino 18 W29 operat de BKM în Białystok

### Transport public urban
Există o rețea extinsă de linii de autobuze administrate de trei companii, care acoperă întreg orașul, care nu are nici linii de tramvai, și nici metrou. Cei trei operatori sunt parțial în proprietatea primăriei (KPKM, KPK și KZK) și fiecare administrează circa o treime din liniile de autobuz și din flota de vehicule.

### Șosele
Drumurile naționale (în poloneză Droga krajowa) care trec prin Białystok sunt:
- : Rzeszow - Lublin – Bielsk Podlaski – Białystok – Kuznica (frontiera cu Belarus)
- : Gołdap (frontiera cu Rusia)-Ełk-Białystok-Bobrowniki (frontiera cu Belarus)
- S8 / E67: Budziska (frontiera cu Lituania) – Białystok – Varșovia – Wrocław – Kudowa Zdrój (frontiera cu Cehia)

### Aeroporturi
Un aeroport civil, Aeroportul Białystok-Krywlany, se află pe teritoriul administrativ al orașului, dar pe el nu operează linii aeriene regulate. Există planuri pentru construcția unui nou aeroport regional, Aeroportul Białystok-Saniki, pentru zboruri în Europa.

## Educația

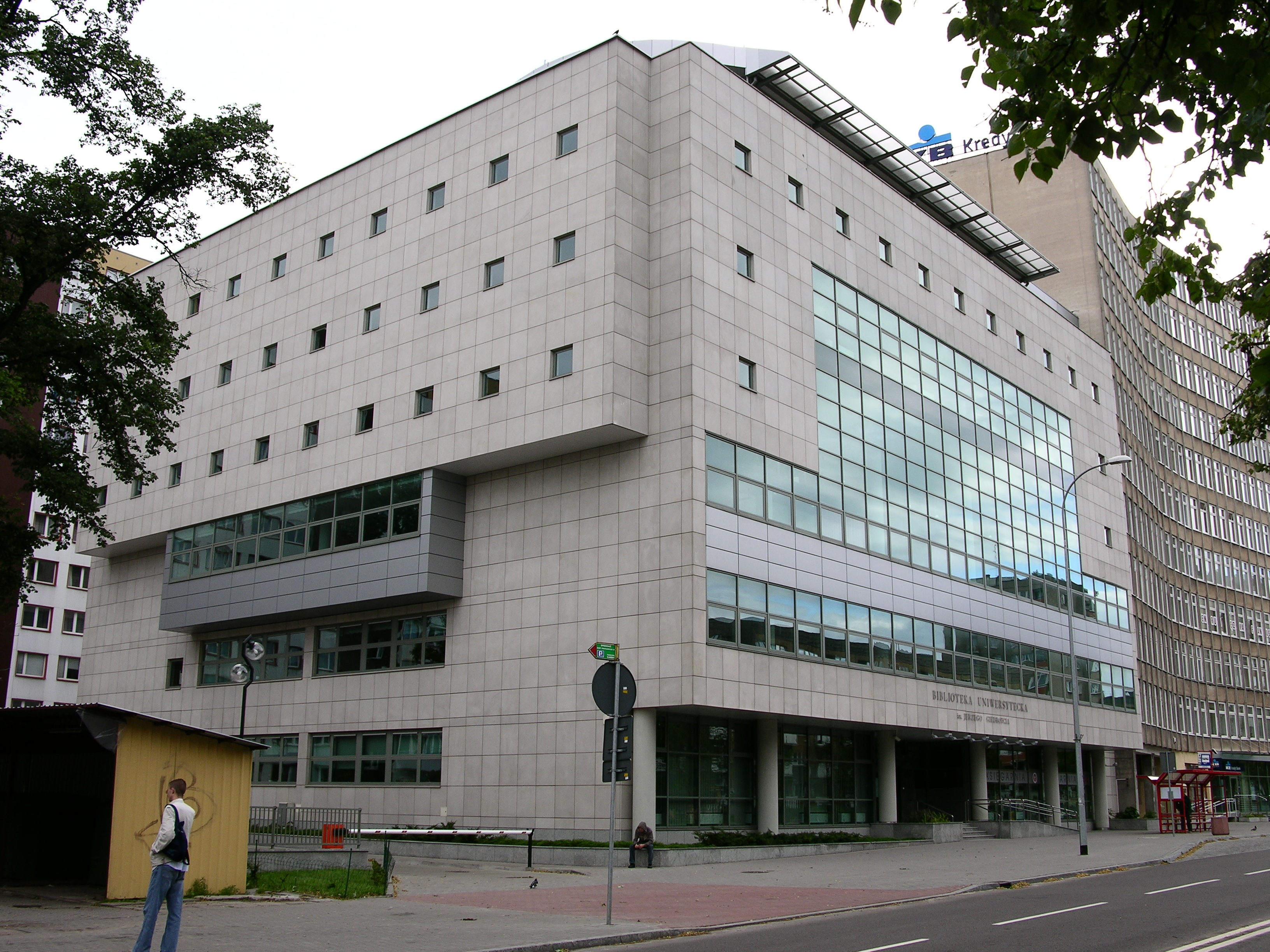
Biblioteca Universității din Białystok

Învățământul superior de la Białystok datează din a doua jumătate a secolului al XVIII-lea, când orașul a fost moștenit de hatmanul Jan Klemens Branicki. Patron al artelor și științei, Branicki a încurajat numeroși artiști și oameni de știință să se stabilească în Białystok pentru a profita de patronajul său. În 1745, Branicki a înființat aici primul colegiu militar al Poloniei, Școala de Inginerie Civilă și Militară.
De la căderea comunismului, s-au înființat mai multe instituții private de învățământ superior, numărul lor fiind în creștere. La Białystok funcționează o universitate publică generală (Universitatea din Białystok) și două universități publice specializate (Universitatea Tehnică Białystok și Universitatea de Medicină Białystok). Unele instituții, cum ar fi Academia de Muzică din Białystok, sunt ramuri ale instituțiilor-părinte din alte orașe, de regulă din Varșovia.

## Personalități

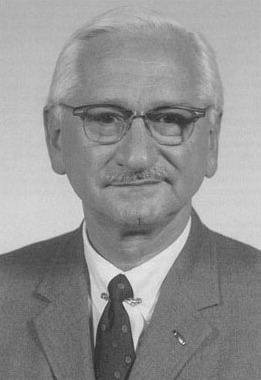
Albert Sabin, co-dezvoltator al vaccinului antipolio

De-a lungul secolelor, Białystokul a dat mai multe personalități ce au adus contribuții unice în domeniile științei, lingvisticii, politicii, religiei, sporturilor, artelor vizuale și teatrului. Acest mediu a fost creat la jumătatea secolului al XVIII-lea de către Jan Klemens Branicki, patron al artelor și științelor. Printre persoanele notabile originare din oraș, se numără Ryszard Kaczorowski, ultimul președinte în exil al Poloniei, L. L. Zamenhof, creatorul limbii esperanto, Albert Sabin, codezvoltator al vaccinului antipoliu, Izabella Scorupco, actriță, Max Weber, pictor.
- Ludovic Lazar Zamenhof (1859 - 1917), creatorul limbii esperanto;
- Maxim Litvinov (1876 - 1951), evreu rus, membru al PCUS;
- Eleazar Sukenik (1889 - 1953), arheolog din Israel;
- Albert Sabin (1906 - 1993), cercetător, creatorul vaccinului antipolio;
- Wiktor Grotowicz (1919- 1985), actor;
- Ryszard Kaczorowski (1919 - 2010), om de stat, președinte al Poloniei;
- Izabella Scorupco (n. 1970), actriță, cântăreață;
- Radosław Sobolewski (n. 1976), fotbalist;
- Damian Kądzior (n. 1992), fotbalist;
- Bartłomiej Drągowski (n. 1997), fotbalist.